# Deutschsprachige Literatur
Der Begriff deutschsprachige Literatur beziehungsweise deutsche Literatur bezeichnet die literarischen Werke in deutscher Sprache aus dem deutschen Sprachraum der Vergangenheit und Gegenwart. Sie beginnt mit den althochdeutschen Merseburger Zaubersprüchen Mitte des 8. Jahrhunderts. Zur deutschsprachigen Literatur werden im weitesten Sinne die Gesamtheit aller Texte in deutscher Sprache gezählt. Nach einem engen Literaturbegriff werden deutschsprachige Texte, welche den Großgattungen Dramatik, Epik und Lyrik angehören sowie sprachlich ausgewählte Selbstzeugnisse, darunter Autobiografien, Memoiren, Tagebücher, Briefe, als auch Essays, literarische Reisebücher, Werke der Philosophie wie Geschichtsschreibung und Reden mit stilistischer Brilianz, der deutschsprachigen Literatur zugerechnet.

## Frühes Mittelalter (etwa 750–1100)

Althochdeutsche Dichtung als Randeintrag in einem lateinischen Kodex: Das Stabreimgedicht vom Weltende Muspilli aus dem 9. Jahrhundert

Deutschsprachige Literatur im frühen Mittelalter setzt etwa um 750 ein, mit den ältesten erhaltenen althochdeutschen Schriftzeugnissen. Dabei handelt es sich zunächst nicht um Literatur im eigentlichen Sinn, also Dichtung, sondern um althochdeutsche Glossare zu lateinischen Schriften und Übersetzungsarbeiten aus dem Lateinischen in die Volkssprache, die als Missionierungshilfe und als Verständnishilfe für lateinische Texte in Klöstern entstanden. Zu den ältesten erhaltenen althochdeutschen Glossaren zählt der Codex Abrogans, der als die älteste zusammenhängende Überlieferung in deutscher Sprache gilt.
Frühe literarische Zeugnisse in deutscher Sprache finden sich in der Klosterliteratur: Bibeldichtung und Heiligenlieder. Wichtige Beispiele sind die zwei großen Bibelepen des 9. Jahrhunderts, das altsächsische Heliand und das südrheinfränkische Evangelienbuch des Otfrid von Weißenburg. Die älteste religiöse Dichtung in deutscher Sprache ist das Wessobrunner Gebet, das die Erschaffung der Welt beschreibt. Vom Ende der Welt handelt das nur fragmentarisch überlieferte Gedicht Muspilli aus dem 9. Jahrhundert.
Neben religiöser Literatur findet man vereinzelt auch weltliche Dichtung in althochdeutscher Sprache, die traditionell mündlich weitergegeben wurde. Von Einhard, dem Biografen Karls des Großen, weiß man, dass an Karls Hof Lieder gesammelt wurden, die die Heldentaten früherer Könige besungen haben, diese sind jedoch nicht überliefert. Das einzige überlieferte Zeugnis germanischer Heldendichtung in althochdeutscher Sprache ist das Hildebrandslied, das sich auf den Außenseiten einer theologischen Handschrift aus dem Kloster Fulda aus dem 9. Jahrhundert findet.
Andere überlieferte, nicht-religiöse Texte sind nur fragmentarisch erhalten, so Zauber- und Segenssprüche, eigentlich Teil einer heidnischen Glaubenspraxis, viele davon sind jedoch bereits christlich geprägt. Bedeutend sind die Merseburger Zaubersprüche, welche um 950 in ostfränkischer Sprache im Domstift Merseburg schriftlich fixiert wurden.
Um 900 bricht die Überlieferung literarischer Zeugnisse in der deutschen Volkssprache ab. Aus den Jahren zwischen 900 und 1050 sind lediglich religiöse Gebrauchsliteratur und Übersetzungen für z. B. den Schulgebrauch überliefert. Bemerkenswert ist hier nur das Übersetzungswerk Notkers des Deutschen (um 950–1022), der in St. Gallen philosophische Texte der Antike auf hohem sprachlichen Niveau ins Althochdeutsche übertrug. Mit Notker hat das Althochdeutsche den Status einer vollwertigen Literatursprache erreicht.
Erst um 1050 setzt die Produktion literarischer Werke wieder neu ein, unter anderem mit neuen literarischen Gattungen und in der frühen mittelhochdeutschen Sprache. Im 11. Jahrhundert entstanden vor allem religiös belehrende und ermahnende Texte. Die Textsorten waren heilsgeschichtliche Darstellungen, zum Beispiel das Ezzolied (um 1065), Legendendichtung wie das Annolied (um 1077), alt- und neutestamentliche Bibelepik (z. B. Genesis, Exodus, Leben Jesu), dogmatische Darlegungen, eschatologische Dichtungen und Mariendichtung.

## Hohes Mittelalter (etwa 1100–1250)

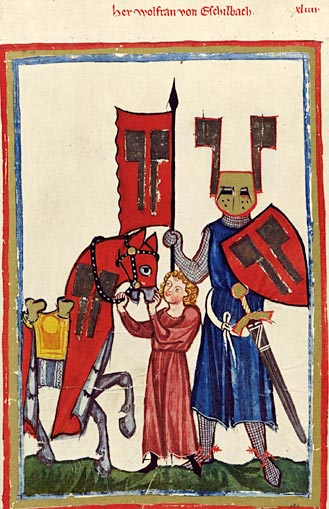
Wolfram von Eschenbach; Autorenbild in der Manessischen Liederhandschrift

Um die Mitte des 12. Jahrhunderts wurde die Literatur vielfältiger: Man griff Themen auf, die zuvor der Schrift für unwürdig befunden wurden. Außerdem gab es mehr unterschiedliche Formen, wie höfische Lyrik, unterhaltende Erzählungen. Geistliche Dichter interessierten sich neu für einzelne Personen und ihre Lebensgeschichte, dies führte zu Legendendichtungen wie Albers Tundalus und Veldekes Servatius.
Damals erhielt auch die eine mehr weltliche (nichtkirchliche) Dichtung Auftrieb, nämlich die Geschichtsepik. Sie kam erstmals zu Rang und Namen als Dichtkunst. Das bedeutendste Werk, die Kaiserchronik mit rund 17.000 Versen, erzählt episodenhaft die Geschichte des römischen Kaisertums von der Gründung Roms bis zu Konrad III. Das Rolandslied des Pfaffen Konrad schildert den Kampf Karls des Großen und seiner Paladine gegen die Sarazenen in Spanien sowie den Tod Rolands nach einem Verrat. Mit dem Rolandslied und dem Alexander des Pfaffen Lamprecht machte sich auch erstmals der Einfluss französischer Stoffe und Gestaltungsweisen bemerkbar, der die deutschsprachige Literatur für die nächsten Jahrzehnte und Jahrhunderte prägen sollte.
In den Jahrzehnten nach 1150 brach eine „Blütezeit“ der deutschsprachigen Literatur an. An einzelnen Höfen des Feudaladels verbreitete sich eine kultivierte literarische Praxis nach romanischsprachigem Vorbild: die so genannte Höfische Literatur. In der Lyrik entwickelte sich der Minnesang (hohe Minne) und die Sangspruchdichtung, mit ihren wichtigsten Vertretern Heinrich von Morungen, Reinmar der Alte und Walther von der Vogelweide. Für die höfische Epik galt schon den Zeitgenossen als Gründungsakt der Eneasroman des Heinrich von Veldeke, der vom Niederrhein an den Landgrafenhof in Thüringen kam und sein Werk dort gegen 1185 fertigstellte. Danach entstanden nach französischsprachigen Vorlagen (Chrétien de Troyes) zahlreiche höfische Epen in mittelhochdeutscher Sprache. Die bekanntesten sind hier Erec und Iwein (Hartmann von Aue), Tristan und Isolde (Gottfried von Straßburg), Parzival (Wolfram von Eschenbach). Abseits von dieser „modernen“ Erzählkultur bleibt das anonym überlieferte Heldenepos Nibelungenlied.

## Spätes Mittelalter (etwa 1250–1500)
Als revolutionär erwies sich am Ausgang des Mittelalters der Buchdruck mit beweglichen Lettern. Schließlich konnte Pergament als Beschreibstoff durch billiges Papier ersetzt werden. Am Übergang zur Neuzeit steht Johannes von Tepls Der Ackermann aus Böhmen.

## Frühe Neuzeit (Humanismus und Reformation) (etwa 1450–1600)

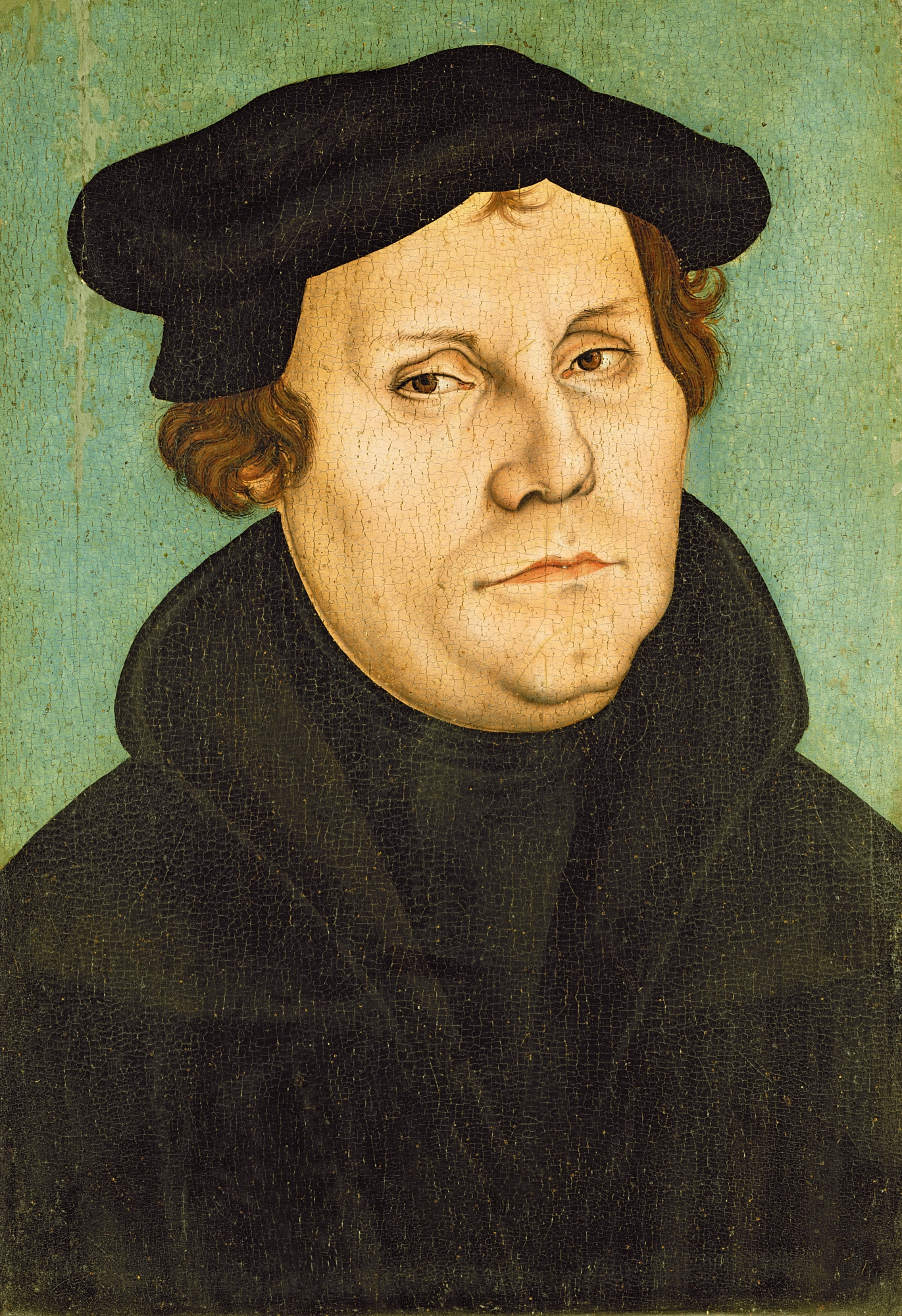
Martin Luther (Werkstatt Lucas Cranachs des Älteren), 1528

Aus Italien kommend verbreitete sich der Humanismus, die Geisteshaltung der Renaissance, in Deutschland. Man wandte sich antikem Gedankengut zu und schrieb deshalb oft auf Latein, auch wenn vor allem ein deutsches Publikum angesprochen werden sollte. Eine Trennung nach Sprachen ist deshalb wenig sinnvoll.
Frühe Literaten wie Niklas von Wyle oder Heinrich Steinhöwel haben sich besonders mit der Übersetzung neuer lateinischer Texte des italienischen Humanismus ins Deutsche beschäftigt und eine Reform der deutschen Schriftsprache angestrebt. Bekannte Vertreter der nächsten Generation waren Conrad Celtis, der in Basel tätige Erasmus von Rotterdam und Johannes Reuchlin, allerdings schrieben sie ihre Werke meist lateinisch und hatten außerhalb der Gelehrtenwelt und gesellschaftlichen Eliten zunächst wenig Einfluss. Anders Ulrich von Hutten (1488–1523) mit seinen rebellischen Gedichten oder Sebastian Brant (1458–1521), der sein erfolgreiches Narrenschiff auf Deutsch verfasste. Erasmus von Rotterdams Lob der Torheit ist das wichtigste Werk der deutschen Narrenliteratur. Weitere Werke wie Julius vor der verschlossenen Himmelstür begründen seine Stellung als wichtigsten satirischen Autor seiner Zeit. Ein weiterer bemerkenswerter Autor des 16. Jahrhunderts ist der Straßburger Johann Fischart (1546–1590), sein bekanntestes Werk ist die Affentheurlich Naupengeheurliche Geschichtklitterung. Fischart orientierte sich an Gargantua und Pantagruel des Franzosen François Rabelais. Ein häufiges Genre der Zeit war das Volksbuch. Es entstand anonym und war, weil es beliebte Themen aufgriff, weit verbreitet. Beispiele sind die Historia von D. Johann Fausten und die Geschichten um Till Eulenspiegel. Letzteres gehört mit dem Lob der Torheit zu den am stärksten rezipierten Prosatexten der frühen Neuzeit überhaupt.
Die folgenreichste Bewegung war die von Martin Luther (1483–1546) eingeleitete Reformation. Luther verstand es, seine Ideen auch in lesbarem Deutsch zu verbreiten. Das herausragendste Ereignis auf dem deutschen Buchmarkt des 16. Jahrhunderts war sicher das Erscheinen seiner Bibelübersetzung in den Jahren 1522 und 1534. Sie trug wesentlich zur Verbreitung des heutigen Deutsch bei. Gemeinsam mit den Kirchenliedern Luthers, beispielsweise Ein feste Burg ist unser Gott, Vom Himmel hoch, da komm ich her oder Wär Gott nicht mit uns diese Zeit, stellt sie den wichtigsten Beitrag zur deutschen Literatur der frühen Neuzeit dar. Seine Lieder wurden stilprägend für nachfolgende protestantische Lieddichter und fanden durch ihre Vertonung Aufnahme in der Kirchenmusik. Spätere Dichter wie Andreas Gryphius und Bertolt Brecht wussten die lutherische Bibelübersetzung für ihre Dichtung zu nutzen.

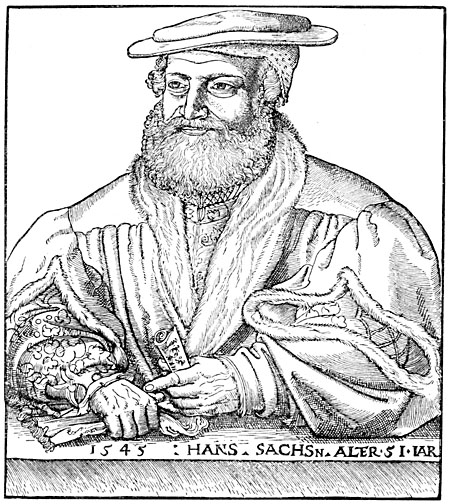
Hans Sachs

Neben Humanismus und Reformation verdienen auch der Meistersang, die Schwankdichtung und das Fastnachtsspiel zumindest eine Erwähnung, insbesondere deren bekannteste Vertreter, der Nürnberger Hans Sachs (1494–1576) und Jörg Wickram (um 1505 – vor 1562). Seit dem 17. Jahrhundert büßen Meistersänger stark an Renommee ein. Ihre Dichtung wird im bürgerlichen Literaturverständnis, das eine Differenz zwischen Kunst und Schund oder Hoch- und Trivialliteratur auch auf die Literatur der Vergangenheit überträgt, als Tiefpunkt der deutschen Dichtung eingeschätzt. Trotz des Interesses der Literaturwissenschaft und den wenigen wohlwollenden Stimmen zu einzelnen Aspekten der volksnahen Dichtung, gilt die Lyrik der städtischen Bewohner als misslungen.
Auffallend ist, dass – sieht man von Luthers Liedergut und der Bibelübersetzung als hochrangige sprachliche Transferleistung sowie Erasmus von Rotterdams Satire ab – die deutsche Literatur während der Frühen Neuzeit bzw. Renaissance nicht zu der bedeutenden europäischen Literatur gehört. Während in Italien Dichter wie Ludovico Ariosto und Michelangelo, der Essayist Leonardo da Vinci, in Frankreich Erzähler wie François Rabelais und der Essayist Michel de Montaigne sowie in England Thomas Morus wirkten, blieben die deutschen Autoren zumeist älteren oder trivialen Genres verhaftet. Einzig Luthers Beitrag, das als Nukleus der deutschen Barockliteratur kaum überschätzt werden kann, ist hier eine Ausnahme. Die starke Bedeutung der barocken Lyrik gegenüber sonstigen Gattungen wie dem Roman oder auch dem barocken Drama ist eine Auswirkung seiner Konzentration auf das Lied als Mittel der religiösen Disziplinierung.

## Barock (etwa 1600–1720)
Im Barock vollzog sich eine stärkere Hinwendung der Literatur zur deutschen Sprache. Politisch war die Epoche von der konfessionellen Spaltung und dem Dreißigjährigen Krieg (1618–1648) geprägt. Die Spannweite der Barockliteratur ist sehr weit: von höfischer Dichtung zu volksnahen Romanen, von der Nachahmung antiker Vorbilder zur persönlichen Erlebnislyrik, von Lebensbejahung zum Vanitas-Motiv. Eine Gelegenheitsdichtung entsteht.

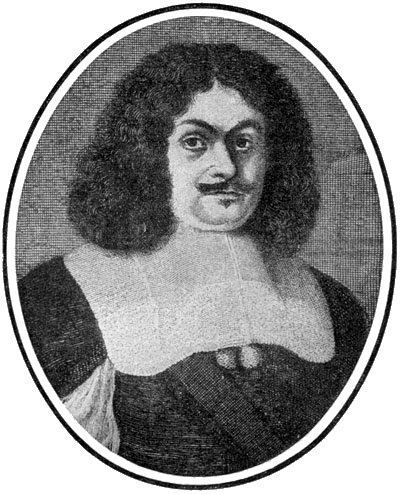
Andreas Gryphius

In der Barockzeit wurden zahlreiche Dichter- und Sprachgesellschaften gegründet, die bekannteste davon war die Fruchtbringende Gesellschaft. Von Martin Opitz (1597–1639) wurde in seinem Buch von der Deutschen Poeterey (1624) der Alexandriner für die deutschsprachige Lyrik empfohlen und blieb lange Zeit das wichtigste Versmaß. Mit einiger Verspätung gelangten der Petrarkismus und die Schäferidylle in die deutsche Literatur, genannt seien hier der Opitz-Schüler Paul Fleming (1609–1640) und Simon Dach (1605–1659). Bedeutendste Vertreter der Schäferpoesie waren die Dichter des Nürnberger Pegnesischen Blumenordens Georg Philipp Harsdörffer, Johann Klaj und Sigmund von Birken.
Wichtige lyrische Formen der Epoche sind das Sonett, die Ode und das Epigramm, die Lyrik kann man grob in religiöse, meist evangelische, und weltliche einteilen. Religiöse Lyrik schrieben Friedrich Spee von Langenfeld (1591–1635), die Kirchenliederdichter Paul Gerhardt (1607–1676), Johann Rist (1607–1667), Angelus Silesius (1624–1677) und der Mystiker Jakob Böhme (1575–1624). Unter den weltlicher orientierten Dichtern sind besonders die Sonette von Andreas Gryphius (1616–1664) zu nennen sowie Christian Hofmann von Hofmannswaldau (1616–1679).
Das Drama der Barockzeit zeigt sich vielfältig: Es gab einerseits das Jesuitentheater, das vor allem im südlichen, katholischen Raum in lateinischer Sprache aufgeführt wurde. Da die Zuschauer die Sprache nicht verstanden, setzte man umso mehr auf visuelle Effekte. Ähnlich verhielt es sich mit den anfangs ausländischen Wanderbühnen. Für ein anderes Publikum waren die Barockoper und das höfische Drama gedacht. Die Barockoper wurde als Gesamtkunstwerk hoch geschätzt. Im höfischen Drama gilt das Prinzip der Ständeklausel, Autoren sind etwa Daniel Casper von Lohenstein (1635–1683) (z. B. Cleopatra, Sophonisbe) und Gryphius mit drei Komödien und fünf Tragödien (z. B. Catharina von Georgien, Leo Armenius, Carolus Stuardus).
Barockromane sind der Schäferroman, der Staatsroman, der höfisch galante Roman und am einflussreichsten: der aus dem Spanischen stammende Pikaro- oder Schelmenroman. Insbesondere ragt hier Hans Jakob Christoffel von Grimmelshausen (um 1625–1676) mit seinem Simplicissimus und weiteren Simplicianischen Schriften hervor. Simplicissimus’ Abenteuer während des Dreißigjährigen Krieges sind der bedeutendste außerspanische Schelmenroman. Als wichtigster Vertreter des Staatsromans gilt der Birken-Schüler Anton Ulrich von Braunschweig und Lüneburg-Wolfenbüttel.

## Aufklärung und Empfindsamkeit (etwa 1720–1780)
Bereits im Jahr 1687 hielt Christian Thomasius, der „Vater der deutschen Aufklärung“ seine Vorlesungen in Deutsch statt Latein. Bekannte Philosophen dieser Zeit, der Frühaufklärung, waren Christian Wolff und Gottfried Wilhelm Leibniz. Der wichtigste literarische Autor der Frühaufklärung war sicher Christian Fürchtegott Gellert (1715–1769) mit seinen Fabeln, die in Versen gehalten sind. Die bedeutendste Figur im literarischen Leben aber war Johann Christoph Gottsched (1700–1766). Wegweisend waren seine theoretischen Schriften, vor allem der Versuch einer critischen Dichtkunst (1730), sein literarisches Werk ist dagegen zweitrangig. In der Dichtkunst, einer normativen Poetik, orientierte er sich am klassischen französischen Drama und behielt die Ständeklausel bei, also die Regel, in der Tragödie nur Schicksale adliger Personen darzustellen und das Bürgertum nur in der Komödie zu thematisieren. Dagegen polemisierten die Schweizer Johann Jakob Bodmer und Johann Jakob Breitinger, die das rationale Moment überbewertet sahen.

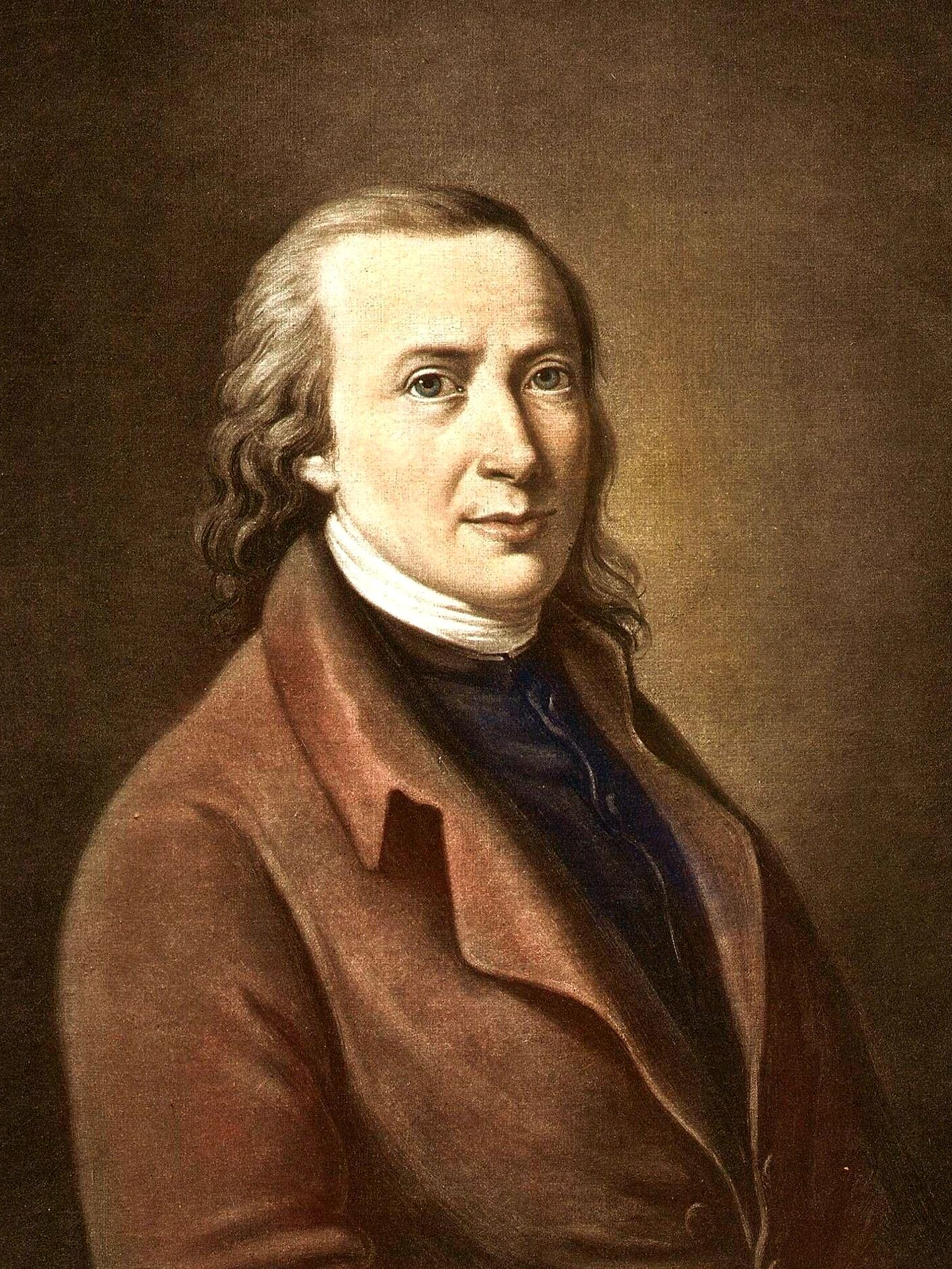
Matthias Claudius

Die größten Dichter gehörten jedoch nicht der Aufklärung, sondern der Empfindsamkeit an. Johann Christian Günther (1695–1723) ging von der subjektiven Dichtung Paul Flemings aus und stand somit im Gegensatz zur galanten Poesie des Barocks. In ihm radikalisieren sich die petrarkischen wie humanistischen Ideale Flemings zu einem neuen, subjektiven Dichterbild wie die bereits von Fleming eingeläutete Abkehr vom sogenannten Schwulststil durch eine ungekünstelte, scheinbar unverstellte Sprache, die seine Gedichte zu Vorläufern des Sturm und Drangs werden lassen. Neben den Liebesgedichten sind es die Lobgedichte, die Günthers Nachruhm sicherten. Ebenfalls zu den wichtigen Dichtern im Ausgang des Barockzeitalters und Übergangs zur Aufklärung und Empfindsamkeit gehört Barthold Heinrich Brockes (1680–1747). Vorbild einer ganzen Generation wurde Friedrich Gottlieb Klopstock (1724–1803) mit seinem Epos Der Messias (1748–1773), das ganz in Empfindungen und Seelenzuständen schwelgt. Erfuhr das Gedicht bereits zu Lebzeiten wegen seiner Länge und der Frömmigkeit des Pietismus Kritik, gehören ausgewählte Gedichte jedoch uneingeschränkt zum Höhepunkt der Epoche, darunter Naturgedichte wie die Ode Der Zürchersee oder Die frühen Gräber. Ein weiterer wichtiger Dichter der Zeit zwischen Barock und Klassik ist neben Günther und Klopstock Matthias Claudius (1740–1815).

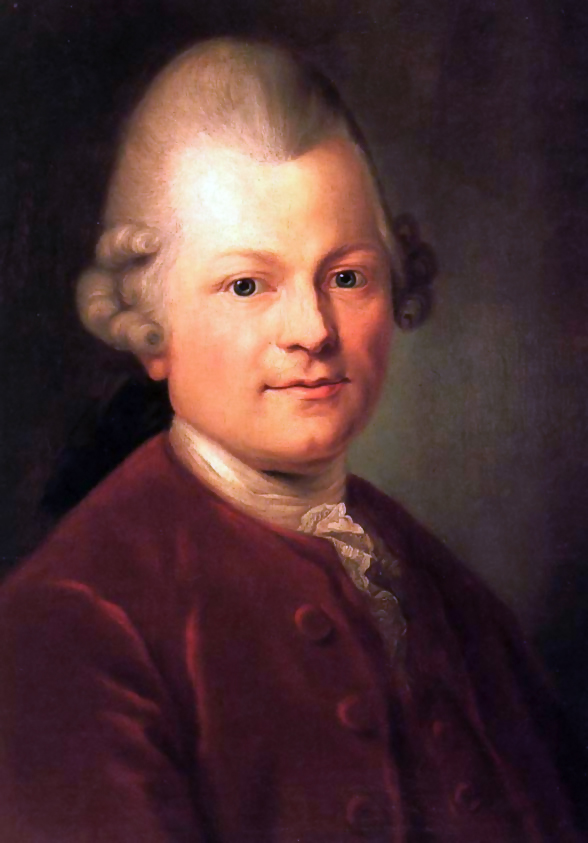
Gotthold Ephraim Lessing

Als ein Fortläufer der galanten Poesie gehört die Rokoko-Dichtung Friedrich Hagedorns, von Ewald Christian von Kleist, Salomon Gessner und Johann Wilhelm Ludwig Gleim zur in der Gegenwart nahezu vergessenen Lyrik. Sie ist im Gegensatz zur Odendichtung der Empfindsamkeit durch eine starke Auflösung der Form geprägt. Es überwiegt die Gattung des Liedes und Lehrgedichtes sowie Epigramms. Der zumeist formal einfache Versbau transportiert Heroisches wie Häusliches und Erhabenheit wie Heiterkeit unterschiedslos. Bedeutung erlangte Georg Christoph Lichtenberg mit seinen Aphorismen, die er in seinen Sudelbüchern verfasst hatte.
Im Bereich der Prosa war Christoph Martin Wieland (1733–1813) wegweisend. Er gestaltete den frühen Bildungsroman Geschichte des Agathon (1766/67) und vermischte Rokoko-Elemente mit aufklärerischen Gedanken. Ein weiterer Roman, der 1785 veröffentlichte Anton Reiser von Karl Philipp Moritz wird ebenfalls der Empfindsamkeit zugeordnet.
Der wirkmächtigste Autor der Epoche ist Gotthold Ephraim Lessing (1729–1781). Erreichten einige Lesedramen des Barocks bereits eine bis daher in deutscher Sprache beispiellose Fertigkeit, erhob Lessing nicht nur den Bürger als dem Adeligen gleichrangigen Bühnenakteur, sondern macht die Stücke durch die Auswahl des Personals und der Spielorte bühnentauglich. In seinem ersten Trauerspiel Miss Sara Sampson (UA 1755) zeigt sich die Stärke des Lessingschen Konversationsstils, der zwischen tugendhafter Rücksicht und dem Kalkül, die Erwartungen des Anderen nicht über die eigenen egozentrischen Absichten zu erfüllen, wechselt. Im Lustspiel Minna von Barnhelm (UA 1767) erreicht dieser mit der im Vergleich zum Vorgänger schärferen Charakterzeichnung und des komplexeren Beziehungsgeflechtes eine bisher unvergleichliche Berechnung und Spontanität. Das Trauerspiel Emilia Galotti (UA 1771) geriet am Beispiel der Unvereinbarkeit bürgerlicher und aristokratischer Sexualethik zur Kritik an den Adel und seiner aus bürgerlicher Perspektive als Willkür beschriebene Herrschaft. Am stärksten von aufklärerischem Geist durchdrungen ist Nathan der Weise (1779), in dem exemplarisch gezeigt werden soll, dass der Wert eines Menschen nicht unbedingt an Religionszugehörigkeit oder Nationalität gebunden ist. Neben der Kleinprosa, besonders sardonischen Fabeln, tat er sich als komischer Dichter hervor. Gleichberechtigt zu seinem Hauptschaffen als Bühnenautor ist seine Poetologie, der Laokoon von 1766. Neben Friedrich Nicolai gehört er zu den bedeutendsten Literaturkritikern der Aufklärung. Waren die Dichterkreise des Barockzeitalters Stiftungen der Aristokratie und von ihrem Mäzenat abhängig, gründeten Bürgerliche im 18. Jahrhundert verstärkt Zirkel wie den Montagsklub und stellten mit ihren Publikationsorganen eine intellektuelle Öffentlichkeit her. Moses Mendelssohn, wie seine Freunde Lessing und Nicolai Mitglied des Klubs, leitete als bedeutender Berliner Aufklärer die Haskala ein.

## Sturm und Drang (etwa 1767–1786)

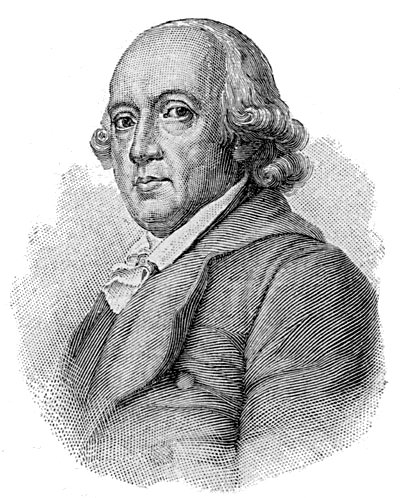
Johann Gottfried Herder

Obzwar die Bezeichnung erst im zweiten Jahrzehnt des 19. Jahrhunderts für die damals junge Bewegung aufkam, ist sie zeitgenössisch und geht auf das Drama Sturm und Drang Friedrich Maximilian Klingers (1752–1831) zurück. Bedeutend für die Epoche, die sich durch eine Abwendung von der Regelpoetik auszeichnet, ist die Verehrung des englischen Dramatikers William Shakespeares und die Abwendung vom aristotelischen Theater. Die kurze Epoche kann als eine Gegenreaktion auf die Aufklärung beschrieben werden, wonach die vorrangige Epoche sich der Ratio unterworfen hätte, während die junge Generation eine Gefühlswelt dagegen mobilisierte. Die Genieästhetik, eine Steigerung der frühneuzeitlichen Autorenschaft, wonach das Genie Schöpfer seiner Werke sei, wurde von Jean-Jacques Rousseau und später Immanuel Kant maßgeblich entwickelt.
Im Gegensatz zu Frankreich – wo die antike Tradition inkorporiert wurde – blieb die bereits im Barock aufgetauchte Frage nach einer Vergleichbarkeit deutscher und antiker Dichtung unbeantwortet. Johann Gottfried Herder, der entscheidende Impulse aus England und Genf erhielt, entwickelte anschließend in seinem Werk Fragmente von 1767 die Vorstellung eines deutschen Genies, der die in Frontstellung gehaltene Frage nach dem deutschen Beitrag mit einer dialogischen Entgegnung befriedigen könne. Herders Überlegungen gipfeln in einer Erlebnislyrik, wonach Kunst unmittelbar durch die „Logik des Affekts“ entstehe. Neben Herder übte die Erkenntniskritik Johann Georg Hamanns Einfluss auf die junge Literatur.

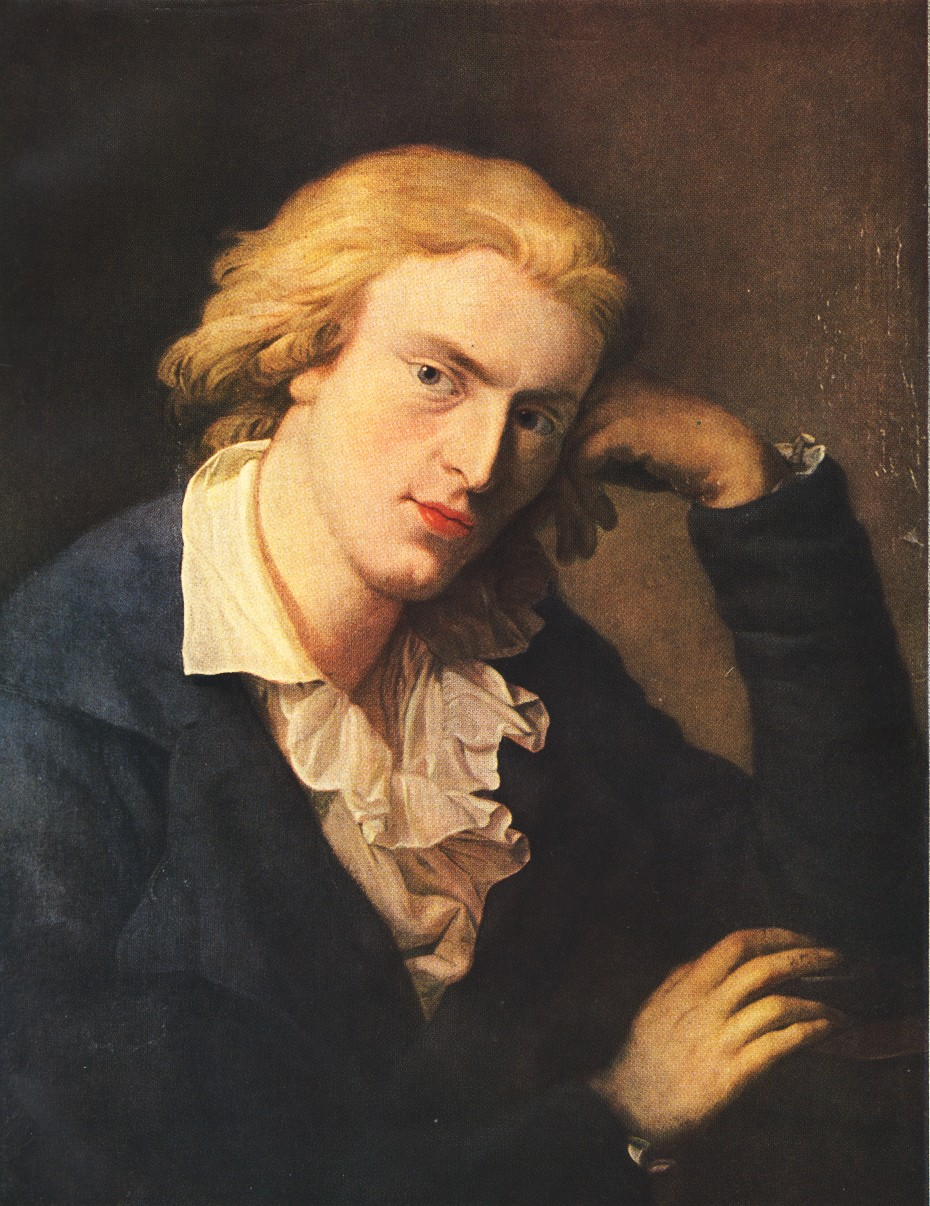
Friedrich Schiller

Jakob Michael Reinhold Lenz (1751–1792), der 1774 das Stück Der Hofmeister verfasst hatte, war der seiner Zeit neben Johann Wolfgang von Goethe und dessen Götz von Berlichingen (UA 1774) führende Dramatiker des Sturm und Drangs. Die Werke des früh gescheiterten Autoren Lenz gelten als Antizipation der modernen Dramen von Georg Büchner, Gerhart Hauptmann oder Bertolt Brecht. Das bedeutendste Stück der Epoche verfasste der junge Friedrich Schiller mit seinem Drama Die Räuber (UA 1782), darin der von seinem Vater aufgrund einer Intrige des Bruders Franz verstoßene Karl Moor sich einer Räuberbande anschließt. Während Lenzens Drama als Experiment und Vorausgriff auf die Moderne, Goethes Götz wegen seiner historischen Perspektive wertgeschätzt werden, gilt Schillers Die Räuber als das einzige Meisterwerk des Theaters der Epoche. Weitere Dramatiker waren Johann Anton Leisewitz mit seinem Trauerspiel Julius von Tarent und Heinrich Leopold Wagner mit Die Kindermörderin.

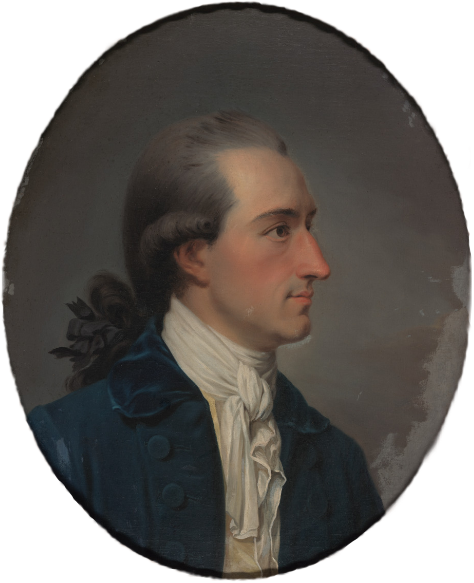
Johann Wolfgang Goethe

Ähnliches lässt sich für den Roman des Sturm und Drangs betrachten. Dieser lässt sich mit Goethes Die Leiden des jungen Werthers, erschienen 1774, zusammenfassen. Ausgehend vom empfindsamen Briefroman, wie er in England von Samuel Richardson mit Pamela (1740) und später Clarissa (1748) vorgelegt wurde, verfasste Goethe mit der Dreiecksgeschichte zwischen Werther, Lotte und ihrem Verlobten wie späteren Gatten Albert, die schließlich im Selbstmord Werthers endet, nicht nur einen der bedeutendsten Romane der deutschen Literatur, sondern bis zum Schaffen des Romantikers E.T.A. Hoffmann, die durchschlagendste Prosa eines deutschen Erzählers überhaupt. Anders als in Romanen der Empfindsamkeit wie Gellerts Leben der schwedischen Gräfin von G***, darin die Gräfin sich in ihrem Schicksal einfügt, erreicht Goethe durch die Wahl des Briefromans, statt des biografischen Berichts wie aber auch dem Aufzeigen der Konsequenz des schwärmerischen Verhaltens Werthers eine Ernsthaftigkeit und Finalität, wovor Vorgänger zurückgeschreckt haben.
Kleinprosa wurde von Maler Müller verfasst. Dagegen gehört Gottfried August Bürgers (1747–1794) Die Wunderbaren Reisen des Freiherrn von Münchhausen zu den Nachläufern des Volksbuchs. Am Vorbild des Pitaval schrieb Schiller mit Der Verbrecher aus verlorener Ehre die wichtigste Erzählung der Epoche, wengleich der Kriminalgeschichte keine ähnliche Bedeutung wie dem Werther für die deutschsprachigen Erzählungen zugeschrieben werden kann. Als autofiktionale Literatur ist Jugend von Johann Heinrich Jung-Stilling zu nennen.
Die Lyrik ist im Sturm und Drang nicht zuletzt wegen der Rezeption des Geniebegriffs, jene letztlich auf eine Stimme rekurrierender Autorität im Gegensatz zum diskursiven Raum des Theaters oder des Romans, der gleichfalls an eine diskutierende Öffentlichkeit gerichtet ist, von großer Breite. Gottfried August Bürger führte in Nachfolge von Matthias Claudius den Volkston in die deutsche Balladendichtung ein und kann als Schöpfer der Ballade in deutscher Sprache gelten. Bei ihm führt die Genieästethik nicht zum Konflikt zwischen Genie und Bürger, sondern mündet in demokratische Überzeugungen, wonach der Künstler als solidarischer Bürger zum Ankläger gegen die Obrigkeit wird und die Außenseiterposition des Genies nicht zur Rettung des Subjekts mobilisiert. Gerade weil dieser ein Außenseiter ist, kann er im Namen des Volkes sprechen. Seine Lyrik wird zu der bis daher schärfsten Kritik am Feudalismus und an der Willkürherrschaft. Bürgers Balladenkunst sollte einen großen Einfluss auf die deutsche Balladendichtung, namentlich die Schillers und Goethes haben. Ein weiterer Dichter war der Journalist Christian Friedrich Daniel Schubart. Die neben Bürgers Balladendichtung bedeutendste Lyrik jedoch schufen die beiden später gemeinsam in Weimar tätigen Dichter Goethe und Schiller.

## Weimarer Klassik (etwa 1772–1805)

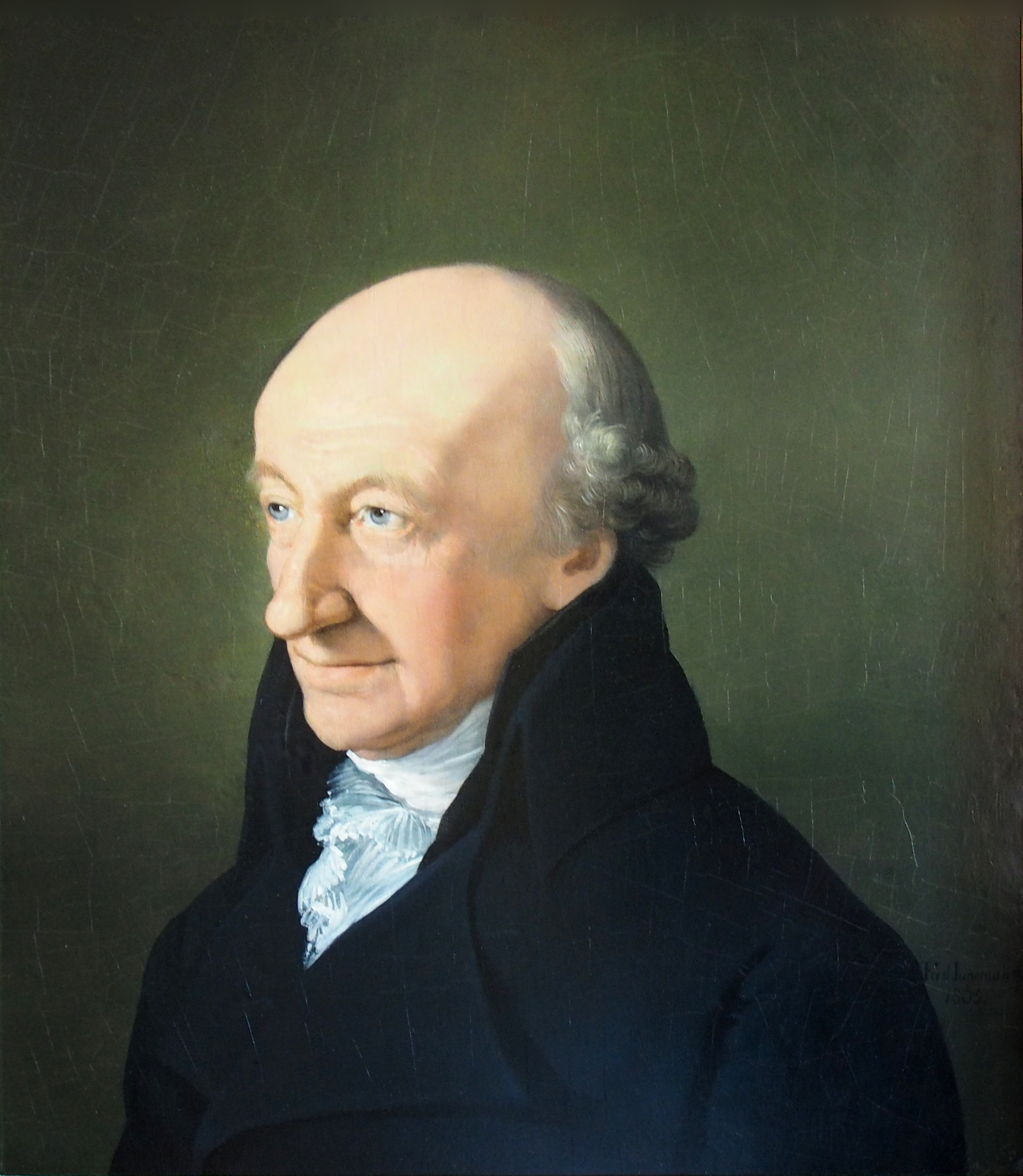
Wieland um 1805

Der Beginn der Weimarer Klassik wird oft mit dem Eintreffen Christoph Martin Wielands 1772 in Weimar angesetzt, des Ersten aus dem namensgebenden „Weimarer Viergestirn“: Wieland – Herder – Goethe – Schiller. Oft wird sie enger gefasst und nur auf ‚Goethe und Schiller‘ bezogen und dann entsprechend später datiert. Ihr Ende mit Schillers Tod (1805) ist auch nur ein Anhaltsdatum. Alle vier orientierten sich entgegen bzw. nach einer Sturm-und-Drang-Phase an humanistischen Idealen, teilweise unter klassizistischer Verwendung antiker Themen und Muster. „Klassik“ selbst ist eine positiv wertende Bezeichnung für diese Epoche.

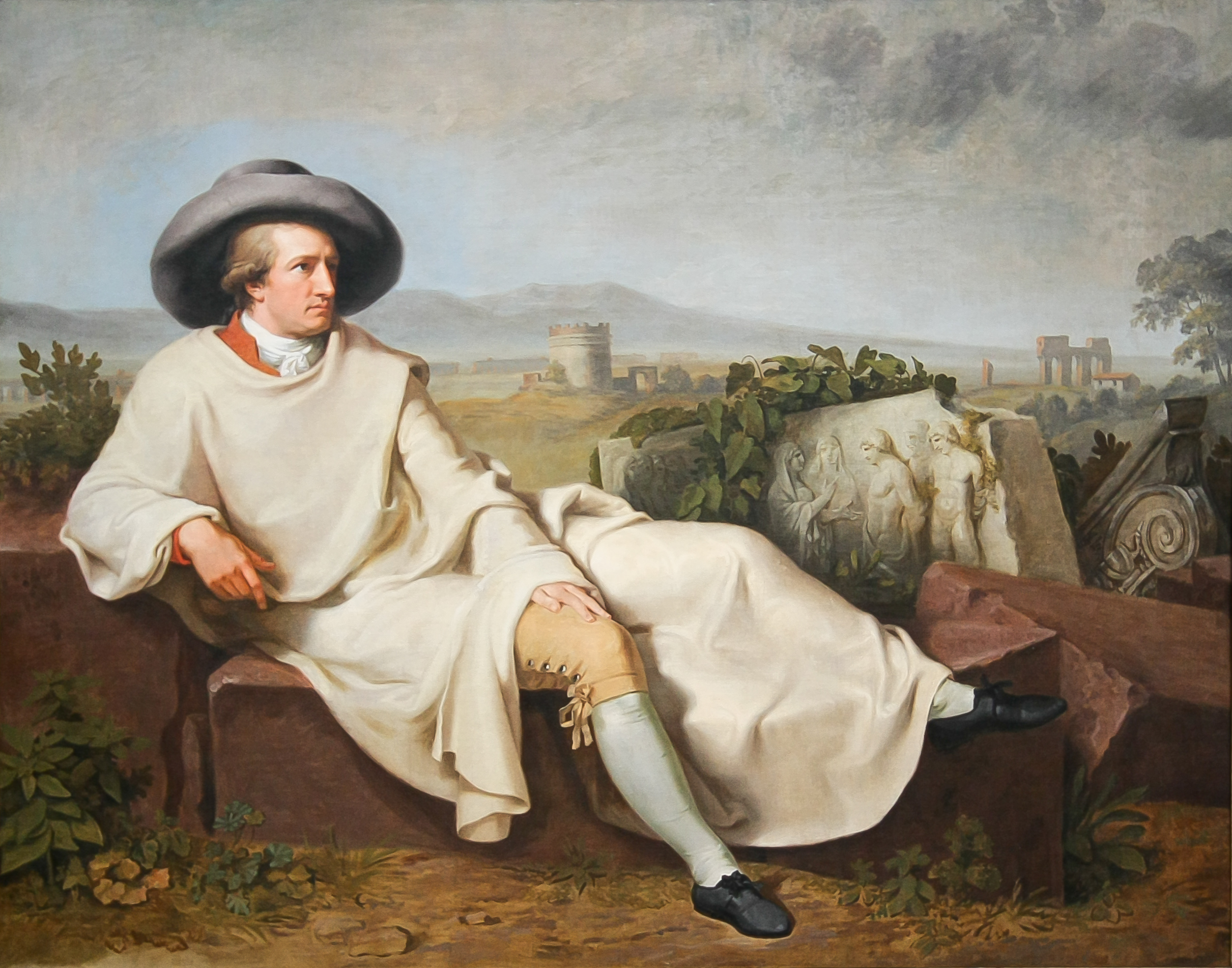
Goethe 1787 in Italien

Goethes Drama Iphigenie auf Tauris thematisiert die Überwindung von Vorurteilen und ist darin ein Beispiel für das humanistische Ideal der Klassik. Das Schaffen Goethes ist sehr weitgespannt, seine spätere Phase († 1832) wird im engeren Sinne nicht mehr der „Klassik“ zugerechnet.
Friedrich Schiller schrieb in dieser Zeit zahlreiche seiner Balladen (Die Bürgschaft), theoretische Werke (Über naive und sentimentalische Dichtung) und eine Reihe von historischen Dramen (Wallenstein, Wilhelm Tell). Auch in seiner Lyrik griff er philosophische Fragestellungen auf (etwa im Spaziergang).
Andere Autoren, die manchmal auch zur Klassik gezählt werden, gelten als Vorläufer wie zum Beispiel Karl Philipp Moritz (1757–1793) oder Richtung Romantik weisend Friedrich Hölderlin (1770–1843). Moritz’ autobiografisch gefärbter Roman Anton Reiser gilt als der erste psychologische Roman in deutscher Sprache, Hölderlins hymnische Lyrik stellt einen Höhepunkt in dieser Gattung dar.
Nicht im engeren Sinn zur Klassik gehören Jean Paul (1763–1825), der vor allem satirische Romane schrieb, und Heinrich von Kleist (1777–1811), dessen Thema häufig das Individuum ist, das sich an gesellschaftlichen Zwängen abmüht oder an ihnen zerbricht, zum Beispiel in der Novelle Michael Kohlhaas.

## Romantik (etwa 1796–1835)

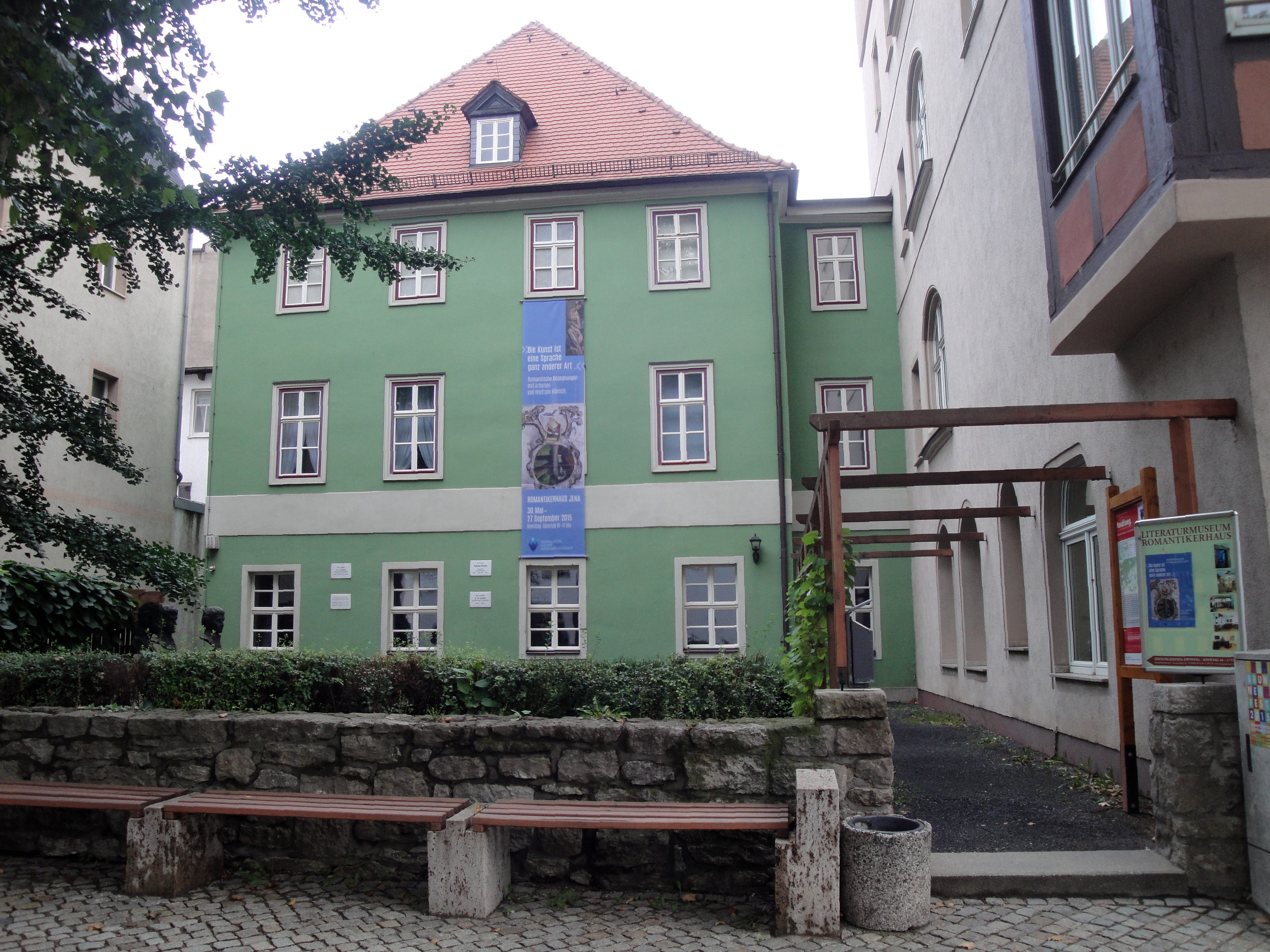
Das Romantikerhaus Jena im ehemaligen Wohnhaus des Philosophen Johann Gottlieb Fichte steht mit seiner Verbindung zur Frühromantik und der idealistischen Philosophie Fichtes repräsentativ für die beginnende Romantik

Die Epoche der Romantik wird meist in Frühromantik, Hochromantik, Spätromantik und Nachromantik unterteilt; im Einzelnen ist es jedoch nicht ganz einfach, zeitliche und personelle Abgrenzungen vorzunehmen.

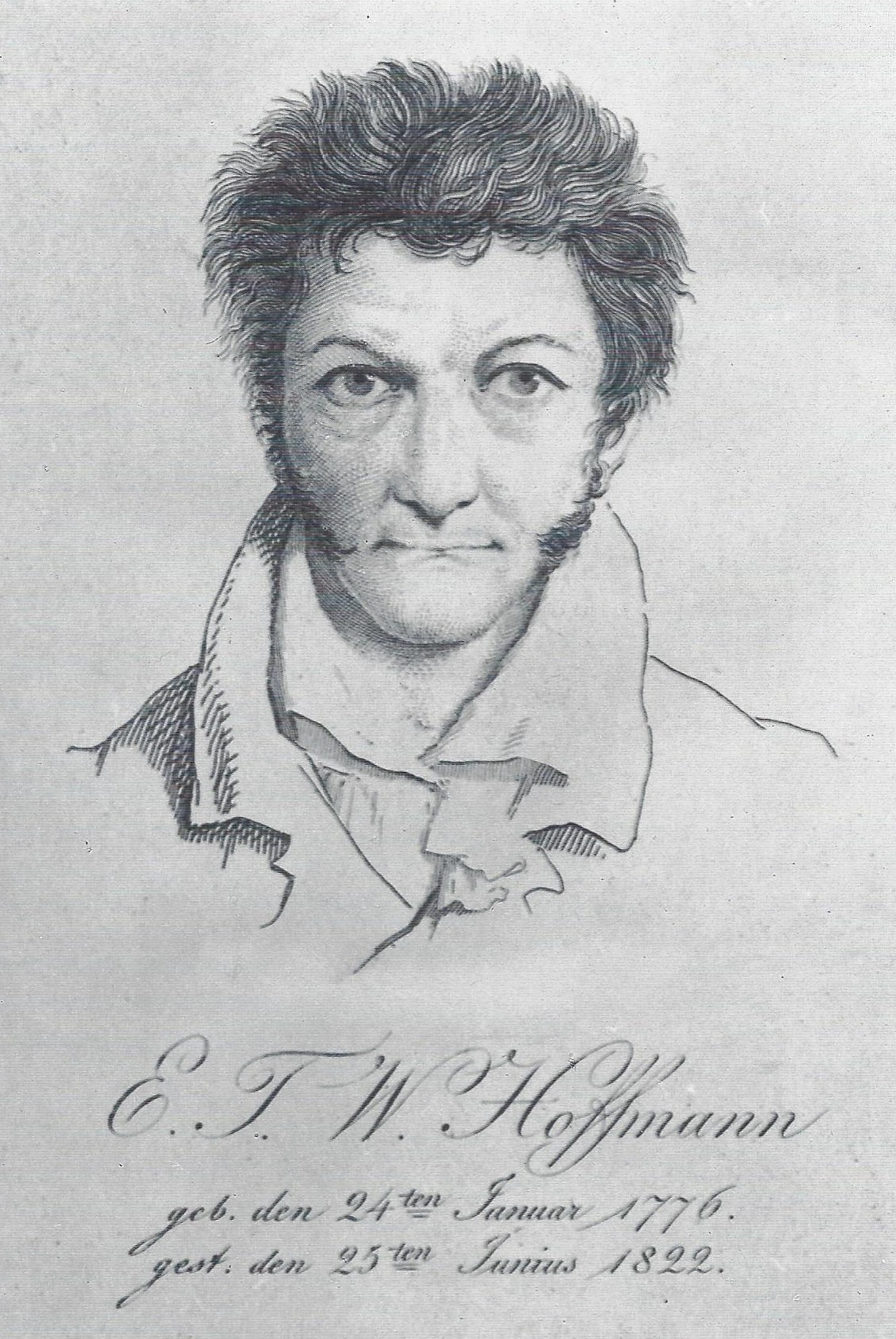
E.T.A. Hoffmann – Selbstporträt

Die Frühromantik kann aus literaturtheoretischer Perspektive als die spannendste Phase bezeichnet werden. Sie formierte sich ab 1796 um die Brüder August Wilhelm und Friedrich Schlegel sowie um deren Frauen Caroline Schlegel und Dorothea Veit in Jena. Jena galt um 1800 aufgrund seiner liberalen Universität als Zentrum des Geistes und aufklärerischer Freiheitsdiskurse. Insbesondere die idealistische Philosophie Johann Gottlieb Fichtes, Friedrich Schillers Zeitschrift Die Horen und die Allgemeine Literaturzeitung zogen zahlreiche Intellektuelle an. Zu ihnen gehörten auch die frühen Romantiker. Als Höhepunkt der Frühromantik gilt das „Jenaer Frühromantikertreffen“ vom 11. bis 14./15. November 1799. An ihm nahmen neben den Schlegels auch Friedrich von Hardenberg (Novalis), Ludwig Tieck und Friedrich Wilhelm Joseph Schelling teil.
Neben Jena gelten die literarischen Salons in Berlin (Wilhelm Heinrich Wackenroder, Ludwig Tieck, Friedrich Schlegel, Friedrich Schleiermacher) und Dresden als Zentren der beginnenden Romantik.
Die Frühromantiker brachen mit vielen Konventionen. Beispielsweise mischten sie in ihre Romane Gedichte und Balladen, Märchen etc. Entscheidende Impulse erhielten sie dabei durch Fichtes idealistische Philosophie und durch die Werke Goethes (Werther, Wilhelm Meisters Lehrjahre). Der Mischung verschiedener Textgattungen entspricht Friedrich Schlegels Konzept einer „progressiven Universalpoesie“, die nicht nur unterschiedlichste Gattungen und Wissensgebiete miteinander verbindet, sondern auch über sich selbst nachdenkt und ihre eigene Kritik enthält. Als wichtigstes Gestaltungsmittel dieser „Reflexionspoesie“ erscheint die Ironie, die zum Ausdruck bringt, dass der ideale Zustand, den Kunst nach „klassischer“ Theorie in den Blick bringen soll, menschlicher Vorstellung entzogen ist, und dass den Bildern, mittels derer die Künstler diesen Zustand darzustellen suchen, nicht zu trauen ist. Andererseits können wir uns der vielfältigen Bedeutungen und Bedeutungsbrechungen literarischer Werke nie sicher sein und tun deshalb möglicherweise gut daran, uns auf das Wagnis der Lüge, das die Kunst eingeht, einzulassen. Das literarische Fragment ist ein weiteres, von den Romantikern geschätztes Darstellungsmittel, in dem die Kunst ihr eigenes „Versagen“ reflektiert und sich von dem „klassischen“ Konzept des harmonisch in sich abgeschlossenen Werks, in dem sich der ideale Zustand „spiegelt“, abgrenzt.
Als Vertreter der Hochromantik oder Heidelberger Romantik gelten Wilhelm Müller (1794–1827) (Die Winterreise), Achim von Arnim (1781–1831) und Clemens Brentano (1778–1842). Letztere zwei gaben unter dem Titel Des Knaben Wunderhorn eine Sammlung deutscher Volkslieder heraus. Und es war deren Ehefrau und Schwester Bettina von Arnim (1785–1859), die mit ihrem Band Goethes Briefwechsel mit einem Kinde – erschienen 1835 – nicht zuletzt zur Popularität Goethes in Deutschland beitrug, aber auch die sozialen und politischen Missstände in Deutschland immer wieder in ihrem Werk thematisiert hat (Armenbuch, Dies Buch gehört dem König, besonders dessen Anhang, sowie die Polenbroschüre).
Auch die Brüder Jacob und Wilhelm Grimm zählen mit ihrer Sammlung von Volksmärchen zu dieser Epoche. Ebenso kann man auch den mittleren Tieck dieser Epoche zuordnen.
Der wohl bekannteste Spätromantiker dürfte E. T. A. Hoffmann (1776–1822) sein, der mit Erzählungen wie Lebensbeschreibungen des Katers Murr und dem Sandmann die romantische Ironie psychologisch wendet und so eine moderne, nicht mehr idealistisch begründete Poetik vorbereitete. Zur Spätromantik zählt darüber hinaus der Dichter Joseph von Eichendorff (1788–1857).
Heinrich Heine (1797–1856) nimmt zur Romantik und zu ihren Motiven eine oft ironische Haltung ein und müsste wohl am ehesten zum Frührealismus gerechnet werden.

## Biedermeier (etwa 1830–1850) und Vormärz (etwa 1840–1850)
Die literarischen Strömungen zwischen der „Kunstperiode“ von Klassik und Romantik einerseits und dem bürgerlichen Realismus andererseits lassen sich nicht unter einen einzigen Epochenbegriff subsumieren. Man bedient sich der historischen oder kunstgeschichtlichen Begriffe des Biedermeier und Vormärz.

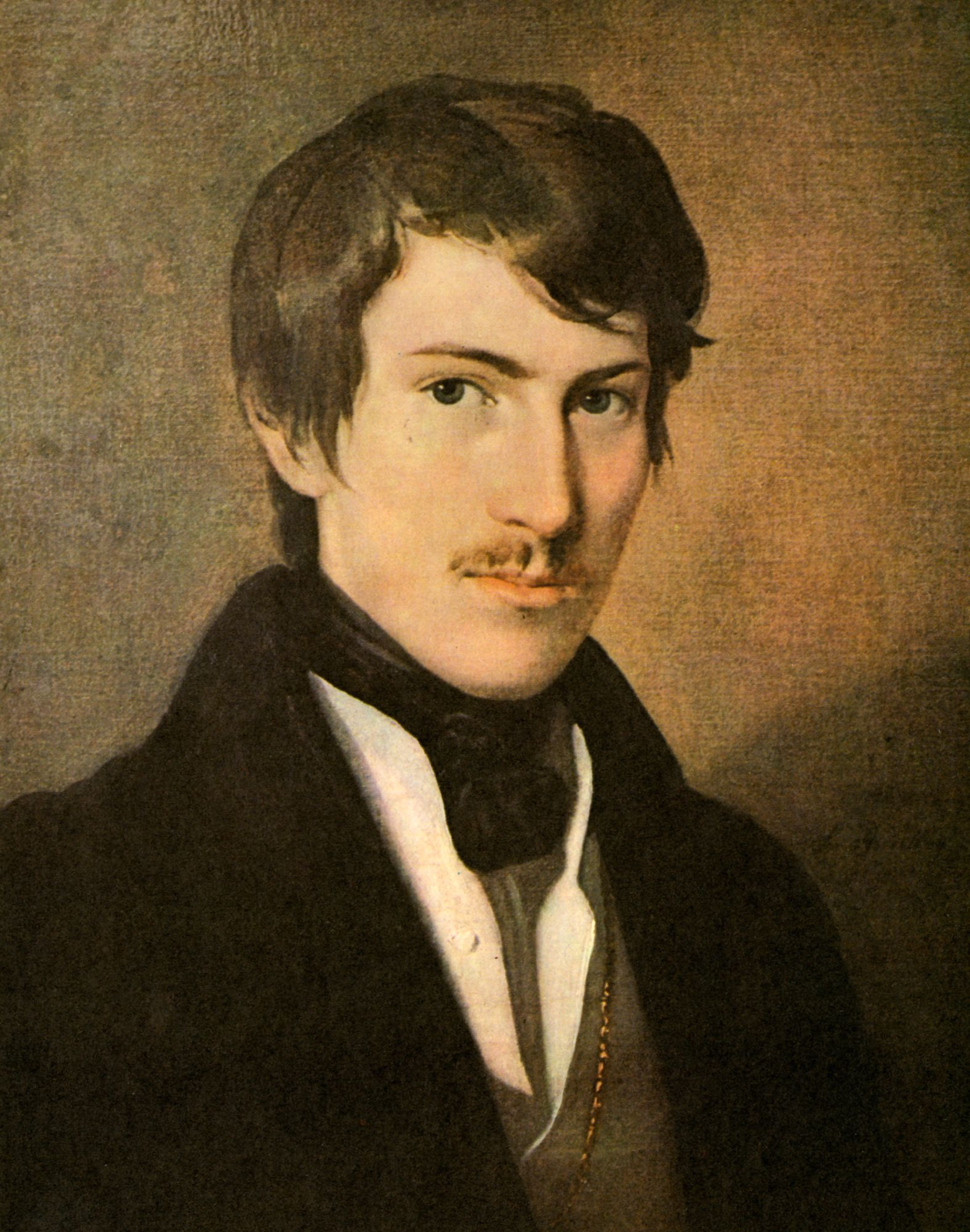
Nikolaus Lenau

Andere Autoren werden, wenn nicht zum Realismus, so zum Biedermeier gerechnet. Vor allem als Lyriker bekannt sind: Nikolaus Lenau (1802–1850), Eduard Mörike (1804–1875), Friedrich Rückert (1788–1866), August von Platen (1796–1835) und Annette von Droste-Hülshoff (1797–1848). In der Prosa sind von ihr Die Judenbuche sowie Adalbert Stifter (1805–1868) und Jeremias Gotthelf (1797–1854) zu erwähnen.
Dramatiker, die mehr oder minder zum Biedermeier gehören, sind Franz Grillparzer (1791–1872), Johann Nepomuk Nestroy (1801–1862) und Ferdinand Raimund (1790–1836). Grillparzer schrieb Tragödien im Geist der Weimarer Klassik, Nestroy und Raimund vertraten das Wiener Volksstück.

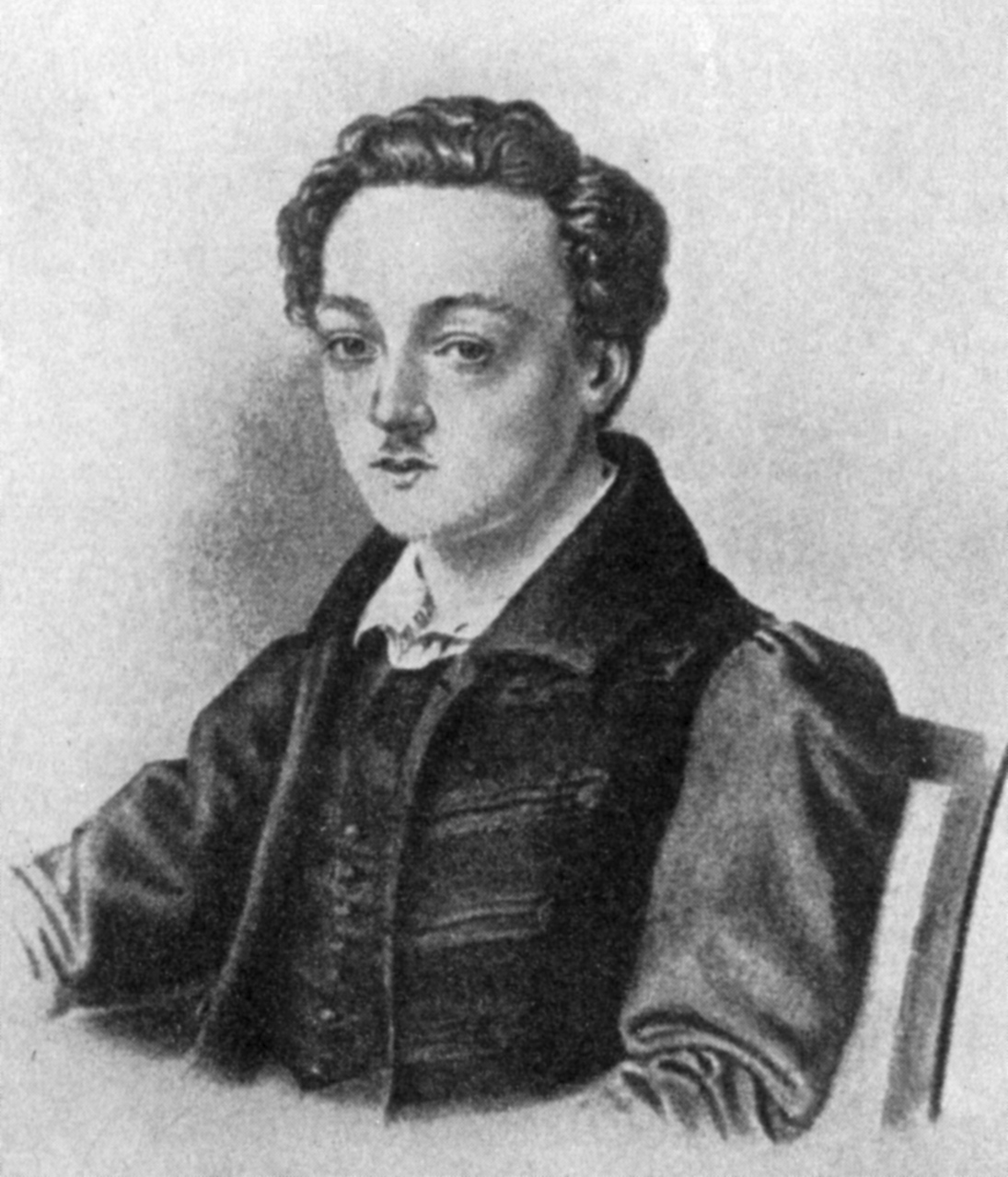
Georg Büchner

Autoren, die zum Vormärz gerechnet werden, engagierten sich politisch und brachten das politische Gedicht zu einer Blüte. Viele von ihnen waren in der lockeren Gruppierung Junges Deutschland, so etwa Georg Herwegh (1817–1875), Heinrich Laube (1806–1884), Karl Gutzkow (1811–1878) und Ferdinand Freiligrath (1810–1876). Von ähnlichem Geist waren auch Heinrich Heine (Die Harzreise, Deutschland. Ein Wintermärchen), Ludwig Börne (1786–1837) und der jung verstorbene Georg Büchner (1813–1837) (Woyzeck).

## Poetischer Realismus (1848–1890)

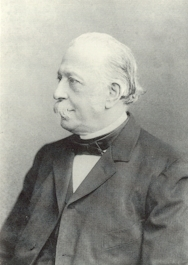
Theodor Fontane

Im poetischen oder bürgerlichen Realismus mieden die Autoren die großen gesellschaftspolitischen Probleme und wandten sich der engeren, lokalen Heimat mit ihrer Landschaft und ihren Menschen zu. Im Zentrum aller Romane, Dramen und Gedichte steht der Einzelmensch, das Individuum. Das stilistische Merkmal vieler Werke des poetischen Realismus ist der Humor, der die Distanz zu dem eigentlich Unerträglichen und Empörenden der Wirklichkeit schafft. Er richtet hierbei eine Anklage gegen einzelne Fehler und Schwächen im Gesellschaftsgefüge, wendet sich aber nicht gegen das System als Ganzes.
Die bevorzugte Gattungsform war anfangs die Novelle. Spätere Beispiele dafür sind etwa Das Amulett (geschrieben 1872) des Schweizers Conrad Ferdinand Meyer (1825–1898) und Der Schimmelreiter (geschrieben 1886–1888) von Theodor Storm (1817–1888). Im Drama bleibt lediglich Friedrich Hebbel (1813–1863) (etwa mit Maria Magdalena) in Erinnerung. Später trat neben die Novelle noch der Roman. Hier sind unter anderem Gustav Freytag (1816–1895) und Wilhelm Raabe (1831–1910) zu nennen.
Die beiden Größen des bürgerlichen Realismus sind der Schweizer Gottfried Keller (1819–1890), der unter anderem mit Theodor Storm in regem Briefkontakt stand, und Theodor Fontane (1819–1898). Keller schrieb den Bildungsroman Der grüne Heinrich sowie die Novellenzyklen Züricher Novellen und Die Leute von Seldwyla, wozu Romeo und Julia auf dem Dorfe gehört. Fontane, der als Journalist begonnen hatte, schrieb Romane wie Frau Jenny Treibel oder Effi Briest. Er weitete seine Sicht von einer zentralen Figur immer weiter zum Gesellschaftsroman aus.
In Österreich finden sich dörfliche Motive bei Marie von Ebner-Eschenbach (1830–1916), Ludwig Anzengruber (1839–1889) und, schon nach Ausklingen der Epoche, Peter Rosegger (1843–1918).

## Naturalismus (1880–1900)

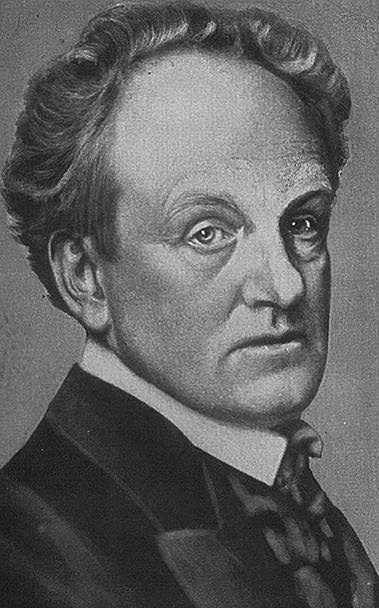
Gerhart Hauptmann

Der Naturalismus war eine neue Kunst- und Literaturrichtung, die die Verhältnisse in allen gesellschaftlichen Bereichen schonungslos aufdecken wollte. Was den Realisten der Jahrhundertmitte als Thema noch verpönt gewesen war, wurde zum Hauptgegenstand dieser literarischen Richtung. Ohne Rücksicht auf traditionelle Grenzen des so genannten guten Geschmacks und auf bürgerliche Kunstauffassungen sollten Wirklichkeitsausschnitte möglichst in einer Deckungsgleichheit zwischen Realität und Abbild wiedergegeben werden. Eine wesentliche stilistische Neuerung war es hierbei, dass Umgangssprache, Jargon und Dialekt Einzug hielten. Der individuelle Held, der sich frei entscheiden kann, steht nicht länger im Mittelpunkt der Erzählungen und Dramen, sondern der durch ein Kollektiv oder durch Herkunft, Milieu und Zeitumstände bestimmte Mensch.
In Deutschland wurde Gerhart Hauptmann (1862–1946) mit seinem Frühwerk und mittleren Schaffen der wichtigste Vertreter des Naturalismus. Das Stück Vor Sonnenaufgang (UA 1889) führt an einer Bauernfamilie die Unentrinnbarkeit aus der sozialen Herkunft wie die Auflösung der Stände durch den Kapitalismus vor. Der Determinismus, das Ansprechen gesellschaftlicher Tabus, die Verwendung des Dialekts und die Konfrontation unterschiedlicher Klassen sind naturalistische Erneuerungen, die das bürgerliche Publikum provozierten und Hauptmann zur Popularität verhelfen sollten. Die Weber (UA 1894), ein zu großen Teilen im schlesischen Dialekt verfasstes Schauspiel, machte Hauptmann über Deutschland hinaus bekannt. Held des Stücks ist der Aufstand der schlesischen Weber gegen die Unternehmerschaft. Die indifferente Betrachtung der Erhebung – der Anführer ist alkoholisiert – verschiebt sich durch den Tod eines skeptischen Webers zumindest in die Vorstellbarkeit der Richtigkeit eines Aufstandes und führte zum Verbot einer Aufführung wie zur Interpretation des ambivalenten Schauspiels als Revolutionsstück. Weitere Stücke wie Fuhrmann Henschel, Der Biberpelz (UA 1893) und das Schauspiel Rose Bernd (UA 1903) sind Milieustudien, die teils an die sozialen Dramen des Vormärzes und Realismus anschließen, teils durch die kommunikative Unfähigkeit der Figuren den Expressionismus antizipieren. Der Biberpelz gilt als die stärkste Komödie von Hauptmann. Mit Die Ratten (UA 1911) erschien das letzte der vier bedeutenden Dramen Hauptmanns. Die Tragikomödie aus der Spätphase des deutschen Naturalismus greift in ihrer Ästhetik des Hässlichen gleichfalls auf den Expressionismus voraus. Die Familie Selicke (UA 1890) von Arno Holz und Johannes Schlaf ist als Milieustudie nicht selten radikaler als Hauptmanns Vor Sonnenuntergang. Während dramaturgisch durch das Stationentheater die geschlossene Form aufgegeben wird, erfolgen Zugeständnisse in der Figurenkonstellation und im Schicksal der weiblichen Personen an das Rührstück. Das Werk gilt als ein wichtiges Dokument des naturalistischen Theaters in Deutschland.
Einen naturalistischen Roman von Rang in deutscher Sprache gibt es nicht. Anders als in der russischen, französischen, englischen und amerikanischen Literatur umfasst die naturalistische Prosa zumeist Erzählungen, aber auch experimentelle Skizzen: Hauptmann verfasste die wichtigste naturalistische Erzählung, den Bahnwärter Thiel, während Arno Holz (1863–1929) und Johannes Schlaf (1862–1941) die Prosaskizze Papa Hamlet schrieben. Ein weiterer naturalistischer Erzähler war Otto Julius Bierbaum, der in seinen Erzählungen und Romanen die Diskrepanz dichterischer Selbsterfüllung und die Notwendigkeit ökonomischen Erfolgs ironisch abmilderte.
Die Lyrik im Naturalismus unterschied sich in ihrer thematischen Ausrichtung nicht grundlegend vom naturalistischen Drama oder der Prosa, sofern auch hier Milieustudien von großer Bedeutung waren. Erstaunlicherweise galt der Impressionist Detlev von Liliencron zahlreichen Naturalisten als ihr wichtigster Lyriker. Tatsächlich zeichnet sich die naturalistische Lyrik einerseits durch ihre Experimentierfreude und ein forciertes avantgardistisches Schreiben aus. So entwickelte Arno Holz in Das Buch der Zeit. Lieder eines Modernen von 1886 die Mittelachsenlyrik und hielt in Gedichten wie Ihr Dach stieß fast bis an die Sterne das Elend der Zeit und die Veränderung der Umgebung fest, bekannte aber auch das Scheitern der Bohème am Buchmarkt und an den Lesererwartungen. Aus seinem späteren Werk Phantasus stammt das Gedicht Rote Dächer, darin er den Sekundenstil gebrauchte. Das Spiel mit Formen wie der Gebrauch von Techniken der Prosa, darunter die Parodie oder die Imitation der Barocklyrik, zeichnen sein lyrisches Werk aus. Abgesehen von beiden Gedichten, die als lyrische Milieustudien dem konsequenten Naturalismus zugeordnet werden können und anders als das impressionistisch geprägte Gedicht Erste Lerche, ist sein dichterische Schaffen vielmehr eine Antizipation der Formen, die über Jugendstil in den Expressionismus münden sollten. Dagegen nahmen Dichter wie Gustav Falke und Hans Benzmann teils naturalistische Themen auf, verwarfen sie aber formal durch die realistischen oder spätromantischen Schreibverfahren wie deren inhaltliche Romantisierung. Eine Zwischenstellung nehmen die naturalistischen Gedichte Detlev von Liliencrons ein, der einerseits durch die Rezeption des französischen Symbolismus, besonders des Prosagedichtes, neue Schreibverfahren in den deutschen Naturalismus einführte, andererseits im Gegensatz zu Holz die soziale Thematik historisierte (beispielsweise im Gedicht Pidder Lüng) oder impressionistisch gestaltete (so im Gedicht Einer Toten), wodurch die soziale Frage in den Hintergrund gerückt wird. Weitere naturalistische Lyriker sind Otto Erich Hartleben, Julius Hart, Bruno Wille, der Deutschbalte Maurice Reinhold von Stern und der Anarchist John Henry Mackay.
Bekannt ist Holz’ poetologische Gleichung „Kunst = Natur - x“ aus seiner Schrift Die Kunst. Ihr Wesen und ihre Gesetze von 1891/92, wobei x nach Möglichkeit gegen Null strebt, die Kunst also nichts weiter als die Abbildung der Wirklichkeit sein sollte. Eine weitere wichtige programmatische Schrift ist die Revolution der Literatur von Carl Bleibtreu, der bereits 1886 einen konsequenten Naturalismus einforderte.

## Von der Jahrhundertwende bis 1933
Mit Naturalismus und Symbolismus beginnt das, was man oft als die Klassische Moderne bezeichnet. Die Literatur von 1890 bis zum Ersten Weltkrieg ist geprägt von zahlreichen sich teils widersprechenden wie ergänzenden Strömungen. Die meisten Autoren lassen sich in mindestens eine dieser Stilrichtungen einordnen.

### Fin de Siècle
Ausgehend von der französischen Literatur, besonders der Lyrik der Symbolisten Charles Baudelaire, Stéphane Mallarmé und Arthur Rimbaud wie ihrer Rezeption im Westen und Norden Europas, verbreitete sich um die Jahrhundertwende auch in Deutschland eine Literatur, die sich vom Objektivitätsanspruch des Naturalismus verabschiedete.

#### Impressionismus
In der deutschen Literatur gilt der Impressionismus häufig nur als ein Stil, andererseits auch als Tendenz um die Jahrhundertwende. Als wichtigster Dichter gilt Detlev von Liliencron (1844–1909), ein weiterer Dichter war Max Dauthendey (1867–1918). Peter Altenberg schrieb prosaische Skizzen, deren erzählte Zeit Begegnungen von wenigen Minuten umfasst. Als bedeutendster Erzähler gilt Eduard von Keyserling (1855–1918) mit seinem Roman Wellen. Die impressionistische Lyrik zeichnet sich durch eine Serialität von Sinneseindrücken aus. Ebenfalls in seiner Kurzprosa ist der Schweizer Robert Walser ein Impressionist. Sein Hauptwerk, der 1908 veröffentlichte Roman Der Gehülfe, besticht in der Relativierung des auktorialen Erzählers durch eine modernistische Erzählhaltung. Gleichfalls kommt der klassische Bildungsroman mit seinem dritten Roman Jakob von Gunten an die Grenze der Parodie und zeigt die Grenze der Gattung zu Beginn der Moderne.

#### Symbolismus
Die wichtigsten Vertreter des deutschen Symbolismus sind der Dichter Stefan George (1868–1933), der österreichische Dichter, Dramatiker, Essayist wie Erzähler Hugo von Hofmannsthal (1874–1929) und der Dichter wie Essayist und Erzähler Rainer Maria Rilke (1875–1926). Gemein ist den Symbolisten die Abkehr von einer mimetischen Darstellung der Wirklichkeit sowie die Enthebung der Kunst aus dem Reich der Notwendigkeiten als absolute Dichtung. Der klangliche Ausdruck ist von hervorragender Bedeutung. Zentren der deutschen Literatur waren Wien und München, entsprechend wird auch oft von „Wiener Moderne“ mit dem Jung-Wien gesprochen. In München wirkten die Kosmiker und der George-Kreis.

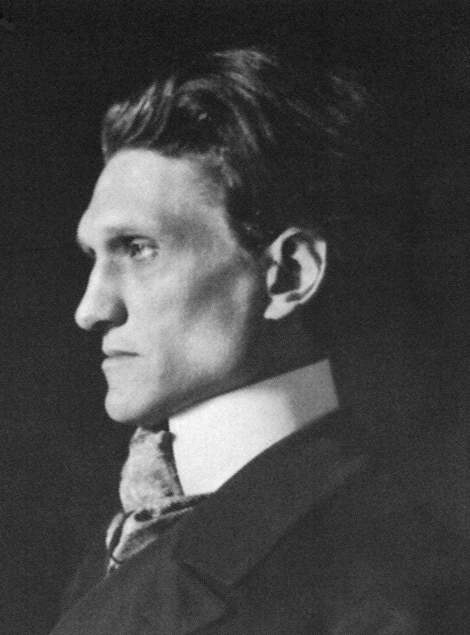
Stefan George, 1910

Stefan George, der ausgehend von der Romantik, besonders an der Dichtung Joseph von Eichendorffs sowie der impressionistischen Lyrik Detlev von Liliencrons anknüpft, verfasste in seinem frühen Gedichtband Die Fibel (1901) eine lied- wie stimmungshafte Lyrik, die jedoch in ihrer Naturbegegnung jeglicher Romantik entsagt. Deutlich wird dies im Gedicht Die Najade, welche anders als die romantische Loreley oder Melusine dem Geliebten nicht Schönheit um den Preis des Todes schenkt, sondern den Knaben sich nach ihrem ersten Auftauchen nicht mehr zeigt. Schönheit, gestaltet in aus Sprache geformten Kunsträumen, wird in den frühen Gedichten, so in Ich wandelte auf öden düstren bahnen zum höchsten Ideal. Eine Entfremdung vom Lebendigen zeichnet diese frühen Gedichte aus, die George schließlich in seinem bahnbrechenden Band Das Jahr der Seele, veröffentlicht 1897, steigerte, sofern angesichts der geformten Landschaft nicht mehr eine Begegnung des Individuums mit der Natur stattfindet, sondern angesichts seiner Isolation die Aufgabe, autonome Kunstgebilde zu schaffen, sich dem Dichter stellt. Im Gegensatz zu seinem Frühwerk diente sein mittleres Schaffenswerk der geistigen Führung seines Kreises und ist an die Mitglieder des Kreises adressiert. In seinem Werk Der siebente Ring von 1907 versuchte er eine Transformation der ästhetischen Vorhaben in eine Anleitung zur Lebensführung. Der 1914 erschienene Band Der Stern des Bundes übte ungeachtet der enthaltenen Chiffren, die nur Eingeweihten bekannt waren, einen großen Einfluss auf die Jugendbewegung aus. Die Vorstellung des Geheimen Deutschlands erfuhr hier ihren dichterischen Ausdruck.

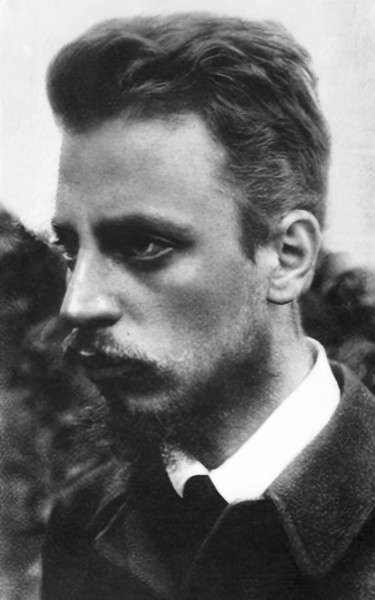
Rilke, um 1900

Der österreichische Dichter Rainer Maria Rilke stand zu Beginn seiner Dichtung im Bann der epigonalen Lyrik des 19. Jahrhunderts. Die Wegwarten. Lieder dem Volke geschenkt (1896), eine Zeitschrift mit 21 Gedichten, war an das gemeine Volk gerichtet, darin Rilke eine authentische Volksdichtung gegen die Kunstdichtung behauptete. Im Gegensatz zu seinen ersten Gedichten gebraucht Rilke das Vergleichspartikel wie bereits spärlich und bemüht sich um eine Verdichtung seiner Gedichte. In den drei folgenden Werken arbeitete Rilke weiter an seine Dichterpersönlichkeit; seine Gedichte sind teils Stilübungen, die jedoch den Adressaten nicht mehr in einem Wunschpublikum projizieren, sondern in einem transzendenten Gegenüber finden. Nicht zuletzt die Begegnung mit Frauen wie Lou Salome und später zahlreichen weiblichen Mäzenen sollten für Rilkes Schaffen und seine Entwicklung bedeutsam werden. Das Stundenbuch bedeutete zwar im Gegensatz zu Georges Das Jahr der Seelen keine Erneuerung der deutschen Dichtung, doch ihr künstlerischer Rang als musikalische Dichtung mit der Farbigkeit und dem Stimmungsreichtum des Jugendstils sowie der religiösen Thematik begründeten den Ruhm des Dichters Rilke. In seinem 1902 erschienenen Buch der Bilder, griff der Dichter erneut die Themen Kunst, Metaphysik und Religion auf und wob sie mit seinem dichterischen Selbstentwurf zu einer teils neuromantischen Rückschau, die nicht selten nietzscheanisch geprägt ist wie im Herbsttag und die Dinglyrik seines mittleren Schaffens vorausgreift wie in Pont du Carrousel oder gar in Karl der Zwölfte von Schweden reitet in der Ukraine die Geschichtsdichtung und das Erzählgedicht der Moderne andeutet. Im Gegensatz zu George vertrat Rilke keine absolute Kunst, sondern in Abend in Skåne und Fortschritt die Möglichkeit einer Überwindung von Subjekt und Außenwelt. In seinem folgenden Werk Neue Gedichte (1907) zeigte sich die vorherige Hinwendung zur Außenwelt rückblickend als Übergang zu seiner mittleren Schaffenszeit. Die Dinggedichte, darin er eine Korrespondenz von Außenwelt und Subjekt durch eine bis dahin ungekannte Objektivierung der Sprache bei Aufrechterhaltung des Klanges schuf und die Entäußerung des Dichters voraussetzte, lösten den Anspruch einer wesentlichen Anschauung der Dinge ein. Mit seinem Roman Die Aufzeichnungen des Malte Laurids Brigge (1910) registrierte er die Veränderungen in der großstädtischen Umgebung.

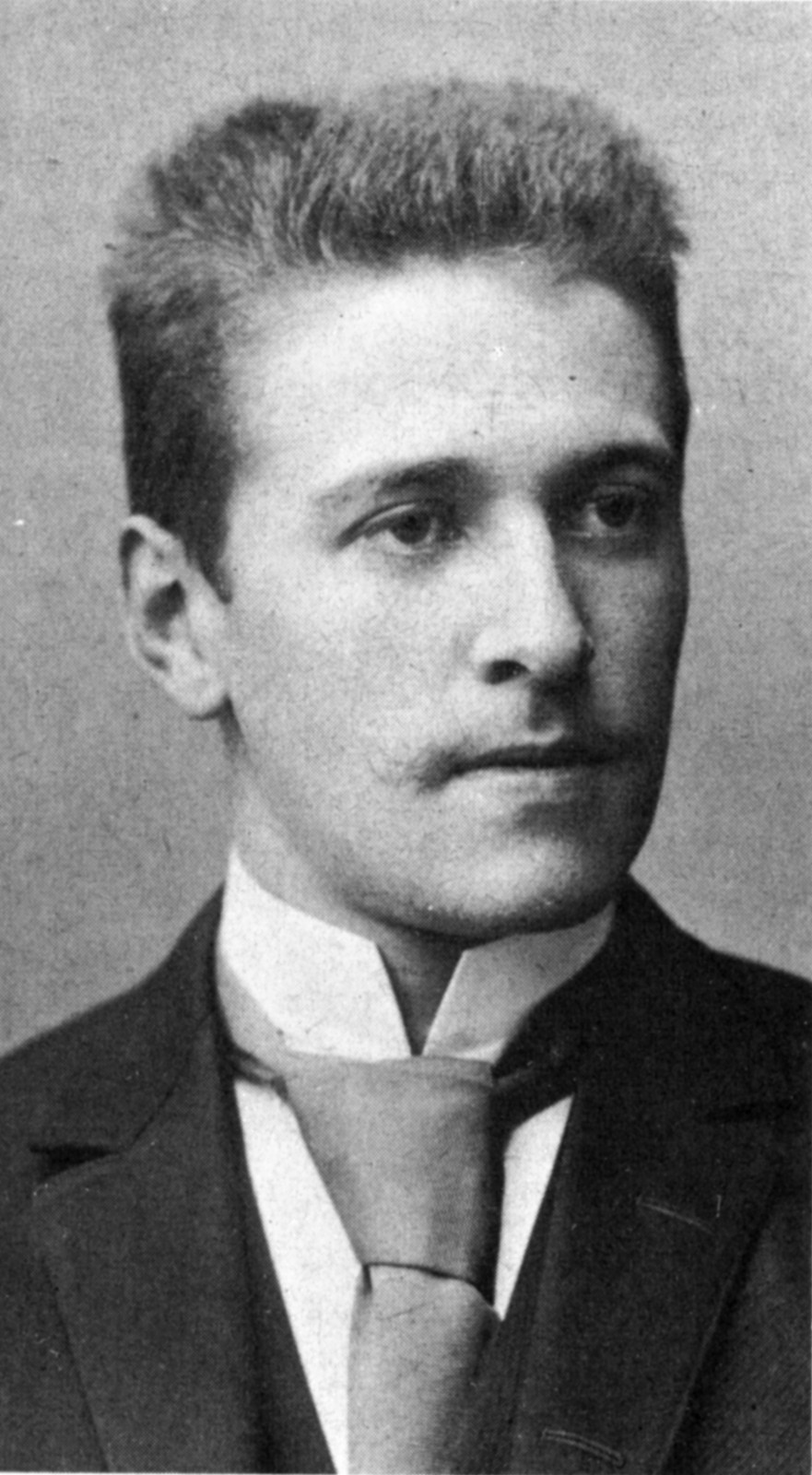
Hugo von Hofmannsthal im Alter von 19 Jahren

In Wien begann Hugo von Hofmannsthal unter seinem Pseudonym Loris als Schüler bereits Gedichte zu verfassen. In Wien erregten die Gedichte wegen der Meisterschaft traditioneller Formen, zumeist Ghasele und Sonette, die Leben und Dichtung angesichts der beginnenden Moderne in Einklang zu bringen versuchten, die Aufmerksamkeit der Zeitgenossen. Der Lyriker Hofmannsthal galt als frühvollendet. Im Gegensatz zu George vertrat Hofmannsthal nicht eine Poetik der L’art pour l’art, sondern sah seine Lyrik stets angebunden an das Leben. Seine frühen Gedichte, die 1911 in der Sammlung Die Gedichte und Kleinen Dramen herausgegeben wurden, sind zumeist traditionell gehalten, vermitteln jedoch noch einmal vor dem Durchbruch der Moderne die Möglichkeit einer Versöhnung von Subjekt und Umwelt. Hofmannsthal begann gleichfalls früh mit dem Verfassen von Dramen. Besonders mit seinem Stück Der Thor und der Tod (UA 1898) transportierte er in lyrischen Stimmungen den zeittypischen wie individuellen Konflikt zwischen Lebensfülle und lähmender Todesdrohung. Hofmannsthal wandte sich in seinem mittleren Werk stärker dem Theater zu und die lyrische Produktion, der er seinen Ruhm verdankte, rückte weiter in den Hintergrund. Mit weiteren Dramen, unter anderem dem Jedermann (UA 1911), gehört Hofmannsthal neben Frank Wedekind und Arthur Schnitzler zu den bedeutendsten Dramatikern des Fin de Siècle. Seine Erzählungen zählen zu den wichtigsten Prosawerken des Symbolismus, besonders Das Märchen der 672. Nacht, Die Frau ohne Schatten und die Reitergeschichte. Der „Chandos-Brief“ (Ein Brief) ist wegen der darin ausformulierten Sprachskepsis ein Hauptdokument der literarischen Moderne. Weitere Autoren des Symbolismus waren der Dramatiker Karl Gustav Vollmoeller und Leopold von Andrian mit seiner Erzählung Der Garten der Erkenntnis.
Der Symbolismus war mit dem Ausbrechen des Ersten Weltkrieges und später aufgrund des Untergangs der Monarchien sowie der Unfähigkeit des Großbürgertums, die Politik im Land nunmehr eigenständig zu bestimmen, vollständig überholt. Hofmannsthal, der sich immer stärker dem Theater widmete und als Opernlibrettist erfolgreich wurde, griff mit Leitartikeln und Essays in die Öffentlichkeit ein. Nach dem Weltkrieg wurde er mit seiner Schrift Das Schrifttum als geistiger Raum der Nation ein wichtiger Ideengeber der Konservativen Revolution. Die Arbeit am Romanfragment Andreas oder Die Vereinigten wie dem Trauerspiel Der Turm beanspruchten Hofmannsthals Arbeitskraft. Dagegen führte der George-Kreis bis 1933 seine Tätigkeit fort. Der letzte Gedichtband Georges, Das neue Reich, darin die romantische Liedtradition wie bereits in Der siebente Ring ihren letzten Höhepunkt in der deutschen Literatur findet, zeigt die Schwierigkeit der Spätdichtung Georges, die sich zwischen Verhärtung (Die Becher und Der Letzte der Getreuen), Wiedergeburt des Mythos (Der Gehenkte), Rückfall im Ästhetizismus (Das Wort) und Trost im romantischen Lied (Das Lied) bewegt. Rilke schließt 1922 seine bereits vor zehn Jahren begonnenen Duineser Elegien ab, womit er seine Schaffenskrise hinter sich lässt. Seine Spätlyrik vermittelt die existenzielle Begegnung der Transzendenz im Raum der Sprache. In seinem letzten Werk, die Sonette an Orpheus, veröffentlicht im selben Jahr seiner Elegien, rang Rilke seinem klanglichen Ausdrucksvermögen die höchste Steigerung ab.

#### Dekadenzliteratur
Die Dekadenzliteratur lässt sich schwerlich vom Symbolismus trennen, sofern Künstlichkeit, Zerfall, Traum und Tod ebenfalls symbolistische Themen gewesen sind. Entscheidende ideelle Impulse gaben der Strömung neben Friedrich Nietzsche – der die Dekadenz zum Vorwurf erhob und seine Philosophie als Reaktion darauf verstand – vor allem die pessimistischen Philosophen Arthur Schopenhauer, Giacomo Leopardi und Philipp Mainländer. Die Psychoanalyse Sigmund Freuds entstand zur gleichen Zeit wie die Hauptwerke der Dekadenz. Schriftstellerische Vorbilder waren französische Erzähler, darunter die Realisten Gustave Flaubert und Guy de Maupassant sowie der Ästhetizist Paul Bourget und Maurice Barrès, für die provokative Autorenrolle vor allem Oscar Wilde. Weitere Anreger für die Prosa der Dekadenzliteratur waren die dänischen Impressionisten Jens Peter Jacobsen und Herman Bang. Im Gegensatz zu den französischen Dekadenzliteraten wie Joris-Karl Huysmans in seinem Roman Gegen den Strich, welcher tatsächlich die Degeneration aufgrund einer inneren Verödung vorführt, waren die bedeutendsten deutschsprachigen Vertreter Skeptiker, Ironiker und Tragiker der Dekadenz.

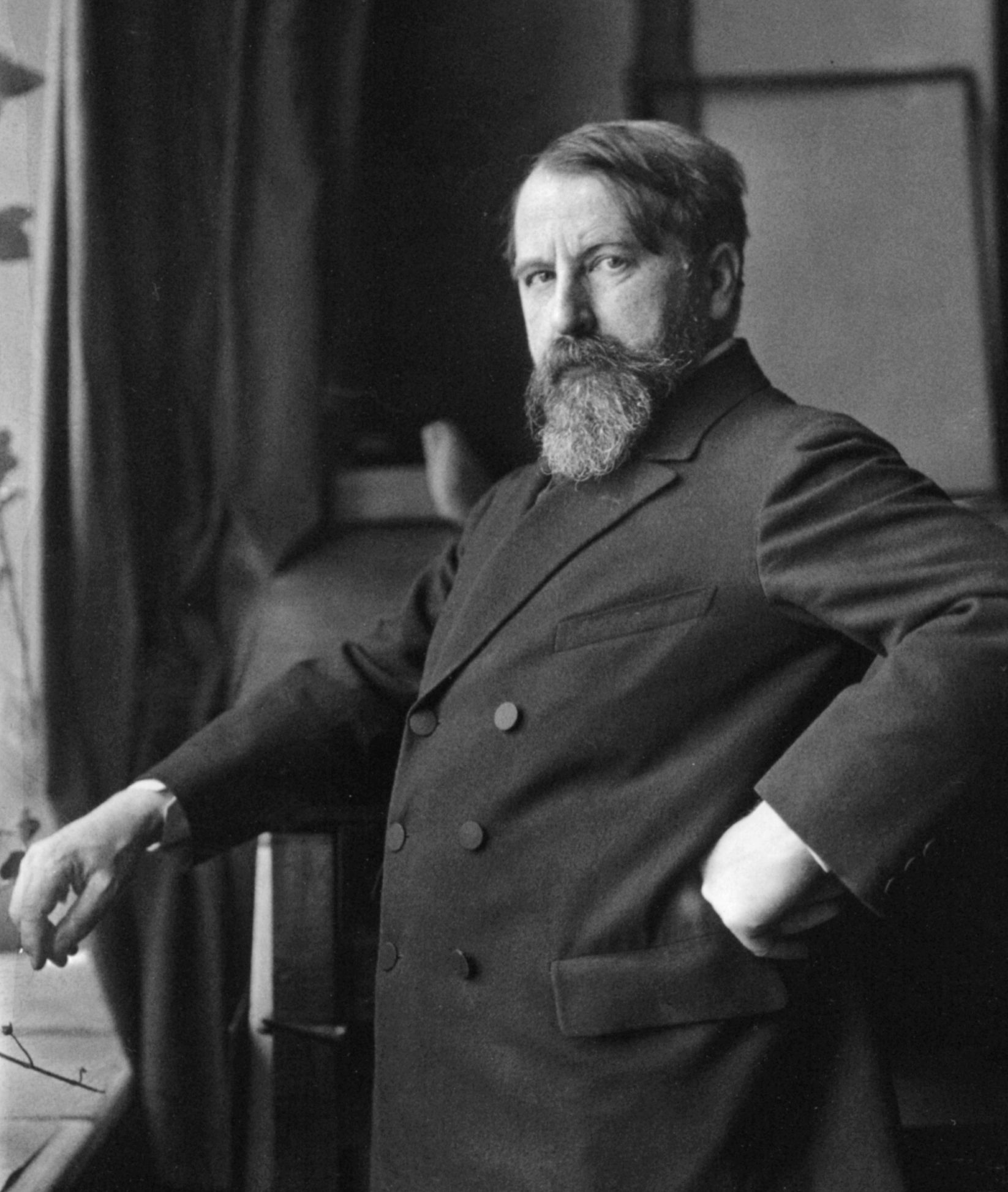
Arthur Schnitzler 1912

Arthur Schnitzler (1862–1931) wirkte als Dramatiker um die Jahrhundertwende mit psychologisch starken Dramen. Seine Themen sind das Unbewusste, die Erotik und das Scheitern der bürgerlichen Sexualmoral, welche er bereits in seinem ersten bekannten Stück Anatol, erschienen 1902, als gesellschaftskritische Anklage gegen die Oberflächlichkeit und Bigotterie seiner Zeit führt. In seinem Durchbruch Liebelei (UA 1895) zeigt er das Scheitern der Liebesvorstellungen seiner Epoche. Das Süße Mädel als ein Frauentypus des Fin de Siècle tritt in seinem folgenschwersten Stück Reigen im sechsten und siebten Dialog auf. Schnitzler brachte die Neurosen seiner Zeit mustergültig zum Ausdruck und schuf ein kontrovers aufgenommenes Epochen- und Seelenbild, welches ebenfalls im später erschienenen Drama Professor Bernhardi zum Ausdruck kam. Das Stück war ein Skandal und zog einen Gerichtsprozess nach sich. Professor Bernhardi wurde bis zum Ende der Habsburgermonarchie verboten. Als Erzähler war Schnitzler weniger ein Zeitgenosse als Avantgardist, sofern er 1901 den Inneren Monolog mit Lieutenant Gustl in die deutsche Literatur einführte. Das Innenleben der Figur wie die gesellschaftlichen Ansprüche und Vorstellungen treten hier in einem Konflikt, der ein Gesamtbild der österreichischen Gesellschaft in der Monarchie entstehen lässt. 1924 veröffentlichte er mit Fräulein Else ein Hauptwerk des Ästhetizismus. Als dritte bedeutende Novelle seines Schaffens erschien 1925 die Traumnovelle, die wegen ihrer Themenvariation und ihrem aleatorischen Spiel von Sprache das Resümee einer Epoche ist.
Ein weiterer bedeutender Dramatiker der Dekadenzliteratur war Frank Wedekind (1864–1918) mit seinen Stücken Frühlings Erwachen (UA 1906) und Erdgeist (UA 1898). Mit seiner antinaturalistischen Aufführungspraxis brach er aus dem Illusionstheater aus und antizipierte das Epische Theater. Als Gelegenheitsdichter läutete er die Modernisierung der Balladendichtung ein und nahm Einfluss auf die Brechtsche Balladendichtung, besonders mit seinem Gedicht Der Tantenmörder, darin er den Bänkelsang für die Hochliteratur fruchtbar machte. Die Wedekindsche Kritik am Bürgertum forcierte Carl Sternheim (1878–1942) in politische Satiren wie Die Hose (UA 1911), womit er die Dekadenz durch eine Kampfansage an die Zeitumstände hinter sich lässt. Sternheims Verknappung der Rede, sollte als Telegrammstil das expressionistische Theater prägen. Gleichfalls zu den wichtigen Theaterdichtern der Wilhelminischen Epoche zählend, erregte Oskar Panizza (1853–1921) weniger durch konzeptuelle oder stilistische Erneuerungen Aufsehen als vielmehr durch seine Dichterfigur und der Provokation des Publikums. In Wien spaltete Karl Kraus sein Publikum in Anhänger und Feinde. Er selbst wand ähnlich wie Sternheim den Befund der Dekadenz in eine bisweilen alleszermalmende Satire, vor der er selbst das Jung-Wien, dem er zeitweise angehörte, nicht ausnahm. Als Herausgeber der Fackel und Förderer junger Talente wurde er auch als Polemiker bekannt. Er vereinte die Direktheit Nestroys mit dem Scharfsinn Lichtenbergs und der textuellen Dekonstruktion sowie Drastik Nietzsches. Weitere wichtige Aphoristiker waren Anton Kuh und Alfred Polgar.

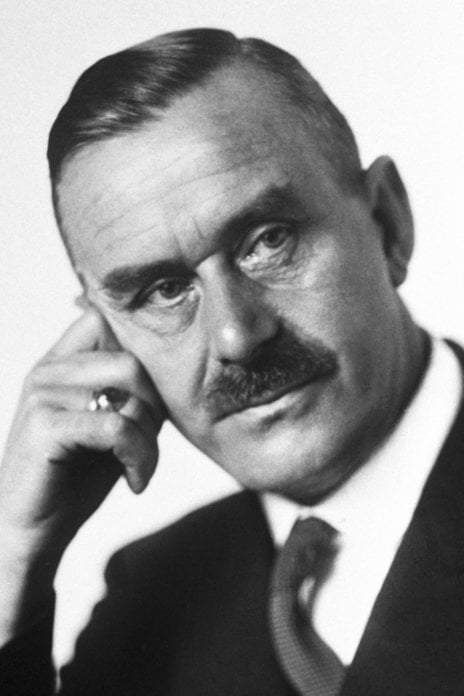
Thomas Mann 1929

Thomas Manns (1875–1955) erster Roman Buddenbrooks von 1901 enthält bereits im Untertitel Verfall einer Familie das Hauptthema der Dekadenz. In seiner ersten gelungenen Novelle Der kleine Herr Friedemann von 1897 zeigt sich Manns kritische Distanz zum Ästhetizismus, sofern eine Kunstwelt nicht dauerhaft gegen die Lebenswirklichkeit aufrechterhalten werden kann. Seine Novelle Gladius Dei von 1902 ist eine Parodie auf die Kunstfassade Münchens, womit sich eine ironische Distanz zum Jugendstil zeigt. In seiner ersten bedeutenden Novelle Tonio Kröger aus dem Jahre 1903, darin er den romantischen Gegensatz zwischen Künstlertum und Bürgerlichkeit stofflich wieder aufgreift, um Tragik und Ironie am Beispiel des künstlerischen Werdegangs zwischen Anpassung und Selbstbehauptung aufzuzeigen, macht er die ideelle Distanz zur Dekadenz deutlich. In Tristan, veröffentlicht 1903, greift er erneut den Gegensatz auf, um in Detlev Spinell eine Karikatur des ästhetizistischen Künstlers vorzuführen. Mit Der Tod in Venedig erschien 1911 seine dritte beachtliche Novelle und ein Hauptwerk der deutschsprachigen Dekadenzliteratur. Ähnlich wie Tonio Kröger ein autobiographischer Text, der Manns Lebensabschnitt reflektiert, ist in seiner vorletzten Meisternovelle Verfall und Schönheit überall sichtbar; in der einst prächtigen Renaissance- und Lagunenstadt Venedig, in der versiegenden geistigen Kraft Aschenbachs, in der Liebe des Todkranken zum Knaben Tadzio. Anschließend führt Thomas Mann sein Werk mit artifiziellen Großromanen fort. Dennoch lässt sich seine wichtige Novelle Mario und der Zauberer aus dem Jahre 1930 noch der Dekadenzliteratur zuordnen, auch griff er im Roman Doktor Faustus abschließend zahlreiche Motive der Dekadenzliteratur auf.
Ein weiterer Vertreter der Dekadenzliteratur war in seinem Frühwerk Heinrich Mann (1871–1950), der mit seinem heute kaum beachteten Frühwerk ein Hauptvertreter der vitalistischen wie ästhetizistischen Dekadenzdichtung um 1900 gewesen ist. In seiner Romantrilogie Die Göttinnen oder Die drei Romane der Herzogin von Assy übertrifft sich die Hauptfigur Violante in ihren Leidenschaften; zuerst politisch in einem Umsturz, darauf in der Kunst und schließlich in der Lust. Ihr Ziel – die Mutterschaft – verfehlt sie. Im Gegensatz zu den Werken seines jüngeren Bruders ist nicht Nietzsches Tragizismus ideeles Vorbild, sondern die Vorstellung des Übermenschen und das Verlangen nach dem dionysischen Rausch. Das Werk ist in seiner Kritik am Bürger, der Wahl exotischer Schauplätze wie Italien, dem Renaissancismus mit seinem Kult des großen Individuums und der Hinwendung zur Kunst bis zu einer lebensfeindlichen Künstlichkeit beispielhaft für den Ästhetizismus. Als das beste Werk zur Dekadenzliteratur aus Heinrich Manns Feder gilt der Roman Die kleine Stadt. Sein literarisches Hauptwerk, die beiden Satiren auf das wilhelminische Deutschland, der 1906 veröffentlichte Professor Unrat und besonders Der Untertan von 1918 gehören nicht mehr der Dekadenzliteratur an und orientieren sich in ihrer Gesellschaftskritik und zahlreichen Erzählverfahren am Naturalismus. Gerade sein Frühwerk sollte einen Einfluss auf die darauffolgende Generation, die Expressionisten, ausüben.

#### Neuromantik
Die Neuromantik teilt mit dem Symbolismus die Inszenierung einer Gegenwelt, doch werden diese nicht in zumeist unbelebten Kunsträumen gesucht, sondern in der Natur. Oftmals mystifiziert sie natürliche periphere Landschaften wie Heiden, Sümpfe, Strände oder Wipfel in wunderbare Welten. Dichter wie Agnes Miegel, Börries Freiherr von Münchhausen, Ina Seidel, Ricarda Huch und Gertrud Kolmar führten die Transformation der Moderne nicht selten in Mystifizierungen fort.
Hermann Hesse (1877–1962) gilt in seinem Frühwerk als ihr wichtigster Erzähler, obgleich er stilistisch sich am Realismus Gottfried Kellers und in der Entwicklung seiner Figuren unter anderem an der Analytischen Psychologie Carl Gustav Jungs orientierte. Dennoch ist seine Rebellion gegen das Bürgerliche, als ein Aufrechterhalten desselben durch die Individuation, geprägt von Motiven der Romantik, so die Sehnsucht nach Grenzenlosigkeit, die Zivilisationskritik oder die Polarität seiner Helden. In seiner Prosa, besonders in der Novelle Unterm Rad und im Roman Der Steppenwolf ist die Darstellung des Gegensatzes von Natur und Technik genauso augenfällig wie die Kritik an eine rigide Umgebung und der Sehnsucht des Einzelnen nach Bindung. Seine Gedichte gehören zumeist zur traditionellen Erlebnislyrik, darin er sich romantischer Motive wie die der Wanderschaft und abgelegene Orte bedient, sowie durch die Anreden an die Natur ähnlich wie die Romantiker Ausdrucksräume für die seelischen Vorgänge des Lesers schafft, die er durch Weisheitssprüche reflektiert. Beides führt zur ungeheuerlichen Popularität des Lyrikers Hesse und machen ihn zum wohl meistgelesenen Dichter der Neuromantik.
Die Historikerin Ricarda Huch (1864–1947) gilt als die wichtigste Figur der Neuromantik, sofern ihr breites Schaffen einflussreiche literaturwissenschaftlichen Arbeiten zur Romantik, historische Monographien, Novellen und Gedichte umfasst. Ihre traditionell gehaltene Lyrik ist geprägt vom Ideal der Schönheit, von einem subjektiven Ausdruck und einem Übergewicht des Prosaischen. In ihren historischen Novellen folgte sie ihrem Vorbild Conrad Ferdinand Meyer. Bedeutung als Erzählerin erlangte sie mit ihrer dreibändigen Darstellung Der große Krieg in Deutschland, darin sie erstmals gegen eine Geschichte der Großen auch die Verheerungen in der Bevölkerung während des Dreißigjährigen Krieges zeigte. Hans Carossa (1878–1956) verband ähnlich wie Huch Klassizismus und Romantik, wogegen seine visuelle Ornamentik bereits Einflüsse des Jugendstils und Symbolismus zeigen. Christian Morgenstern ist in seinem von ihm hochgeschätzten Frühwerk stark von der Lebensphilosophie geprägt, doch gehört er mit seinem bedeutenden Schaffen, darunter die Galgenlieder am populärsten wurden, nicht der Neuromantik an, sondern zeigt sich vielmehr als Vorreiter des Dadaismus und abstrakten Expressionismus.
Börries Freiherr von Münchhausen (1874–1945) brachte die Ballade in der Tradition des Realismus – die als letzter Höhepunkt der Balladendichtung vor dem Erzählgedicht Brechts gilt – mit zahlreichen Essays gegen die Literatur der Moderne in Stellung. Der Göttinger Musenalmanach wurde zum Hauptmedium seines antinaturalistischen Programms und Publikationsorgan zahlreicher neuromantischer Gedichte, unter anderem von Agnes Miegel (1874–1964) und Ina Seidel (1885–1974). Die Landschaft als geschichtlich gezeichneter Raum sollte hierbei die Wesenhaftigkeit des Volkes transportieren. Von Münchhausens Lieddichtung, die auf die Jugendbewegung große Wirkung ausübte, hat den Volkston der Romantik und formal die Ballade des Realismus zum Vorbild. In seinen suggestiven Gedichten gibt er die Affirmation mit der Aristokratie auf und evoziert das Lied nicht durch Reime und Strophenform, sondern Satzbau, Wiederholungen und eine sensualistische Bildhaftigkeit. Im Gegensatz zu Seidel, deren liedhaften Schauergedichte sich am Volkslied orientierten, erreichte Miegel die Evokation des Unheimlichen aus einer Formfreiheit, die bisweilen ohne Metrum und feste Strophenform auskommt. Miegel gilt als die bedeutendste Balladendichterin der Neuromantik. Gemeinsam ist den konservativen Balladendichtern, dass sie in der Frühphase ihres Schaffens ihre vorzüglichsten Gedichte verfassten und später nicht mehr daran anzuknüpfen vermochten.
Als bedeutendste Lyrikerin der Neuromantik gilt Gertrud Kolmar (1894–1943), deren Lyrik sich durch eine kräftige, teils visionäre Bildsprache auszeichnet.
Zur neuromantischen Dichtung gehören weiterhin Werke, deren Autoren wegen ihres Hauptwerks oder ihrer Schaffenszeit nicht der Neuromantik zugeordnet werden können, so die populäre Erzählung Die Weise von Liebe und Tod des Cornets Christoph Rilke von Rainer Maria Rilke oder Hanneles Himmelfahrt (UA 1893) von Gerhart Hauptmann.
Die Neuromantik sollte prägend für die phantastische Dichtung während des Dritten Reiches sein, teilweise bekannten sich Dichter wie Miegel und besonders von Münchhausen zum neuen Regime. Andere wie Kolmar wurden wegen ihrer Herkunft Opfer des Regimes oder standen diesem wie Huch und Hesse kritisch bis feindlich gegenüber.

#### Jugendstil
Ebenso wie die vorgenannten Strömungen gehört der Jugendstil zur Literatur der Jahrhundertwende um 1900. Kennzeichnend für den Jugendstil ist die Anhäufung von Emotionen. Im Gegensatz zum Symbolismus wird die Sprache jedoch nicht durch zahlreiche Metapher-Ebenen zur klanglichen Kühnheit verdichtet, sondern impressionistisch durch die Anrufung von zahlreichen Sinneswahrnehmungen erweitert. Die Dichter des Jugendstils orientierten sich ideell weniger an der Romantik als an der sinnlichen Lyrik Goethes. Wichtige Dichter waren Richard Dehmel und der jüngere Alfred Mombert. Besonders Dehmel erreichte eine unvergleichbare Popularität und galt bis zum Ersten Weltkrieg gar als der bedeutendste Dichter seiner Zeit. Ungeachtet seines früh verblassten Ruhms ist er neben dem ästhetizistischen George und Mombart der wichtigste Anreger für die expressionistische Lyrik. Die Lyrik des Jugendstils kann somit als Transformationsphase zum Expressionismus gedeutet werden.

### Heimatkunst
Die Heimatkunst war eine literarische Strömung im deutschsprachigen Raum von etwa 1890 bis 1910. Sie entstand in unmittelbarem Anschluss an den Naturalismus. Der Hauptpropagandist der neuen Bewegung wurde der Schriftsteller und Literaturhistoriker Adolf Bartels, der 1898 in einem Artikel in der Zeitschrift Der Kunstwart erstmals den Begriff „Heimatkunst“ verwendete. Gemeinsam mit Friedrich Lienhard verbreitete er die neuen Anschauungen in der kurzlebigen, in Berlin erscheinenden Zeitschrift Heimat. Wilhelm Stapel, der später Redakteuer des Magazins Deutsches Volkstum wurde und 1912 in der Kunstwartdebatte einen antisemitischen Standpunkt einnahm, plädierte gegen die Großstadtliteratur der 20er Jahre, indem er die vom George-Kreis gleichfalls vertretene Differenz zwischen Dichter und Literat gegen die Modernisten führte.
Die neue Bewegung sollte vom Sujet der Großstadt weg und in Richtung Heimat und Volkstum gehen. Mit der weiten Auffassung von „Heimat“ ist nicht nur ländliches, sondern auch städtisches Leben gemeint, da auch die Stadt Heimat sein kann. Wie der Naturalismus, von dem sie einige Techniken übernahm, sollte sie neben der Liebe zur Heimat auch Kritik an ihr üben, was ihr nicht durchgehend gelang. In neueren Untersuchungen wurde festgestellt, dass die Heimatkunstbewegung manche Grundgedanken der späteren Ökologiebewegung vorwegnahm.
Bekanntester Autor in Deutschland war Hermann Löns mit seinen in der Heide spielenden Romanen, besonders mit dem Historienroman Der Wehrwolf, welcher von Überfällen auf Höfe und den Verteidigungsmaßnahmen der Heidebauern im Dreißigjährigen Krieg handelt. Der Erzähler Gustav Frenssen erreichte mit seinen Romanen, darunter Jörn Uhl, gleichfalls hohe Verkaufszahlen. Marian Szyrocki wies darauf hin, dass die Autoren der Heimatkunst im Gegensatz zu denen der Dorfgeschichte des 19. Jahrhunderts und ihrer Nachfolger wie Peter Rosegger, die Sentimentalität in Aggression umwandeln.
Ideologisch waren die meisten Vertreter der Heimatkunst rabiate Antisemiten und als Akteure der völkischen Bewegung oftmals Unterstützer und später Mitglieder der NSDAP. Mit ihrer stilistisch am Realismus eines Gustav Freytags oder frühen Wilhelm Raabes orientierten Poetik und antimodernistischen Grundhaltung erreichten sie zum Teil große Verkaufserfolge. Zumeist werden die Texte der Heimatkunst als literarisch wertlos betrachtet und dienen nur noch einer sozialliterarischen und mentalitätshistorischen Untersuchung. Literaturhistorisch bedeutsam sind allein die feuilletonistischen Debatten, so im Düsseldorfer Denkmalstreit, darin sie gegen Heine-Denkmäler und damit die Aufnahme eines Juden in die deutsche Literatur opponierten, in der Kunstwart-Debatte, wo sie als Antisemiten die Literatur der Moderne zum Ausdruck jüdischer Fremdheit stilisierten und bekämpften sowie die Berlin-Provinz-Kontroverse, darin sie sich als schärfste Gegner der Modernisten zeigten. Die Heimatliteratur antizipierte die nationalsozialistische Blut-und-Boden-Literatur.

### Expressionismus (etwa 1910–1920) und Avantgarde

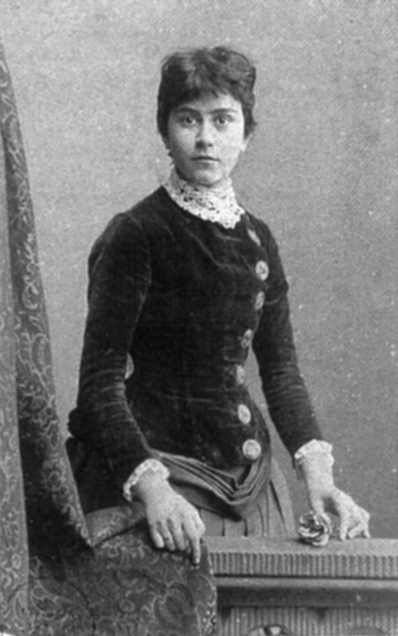
Else Lasker-Schüler

Der Expressionismus gilt als die letzte große Literaturströmung Deutschlands. Die Avantgarde vertritt einen Innovationanspruch in der Kunst und erkennt das Reflexionsbedürfnis moderner Dichtung an. Daraus erklärt sich das Experimentieren mit neuen Formen wie die zahlreichen poetologischen Pamphlete. Ihre Antibürgerlichkeit ist zu einer Rebellion angestiegen. Zentren des Expressionismus waren Berlin und Prag.
Die Dichterin Else Lasker-Schüler legte bereits mit ihrem zweiten Gedichtband Der siebente Tag 1905 eine Lyrik vor, die im Gegensatz zur vitalistischen Vorgängergeneration nicht mehr im Inhalt eine Radikalität einforderte, sondern diese auch formal einlöste. Bereits in ihrem vier Jahre zuvor erschienenen Band Styx zeigen sich die Charakteristika expressionistischer Lyrik; stilistisch der starke Gebrauch von gewagten Personifikationen und synästhetische Komposita, die Anhäufung sich widersprechender Metaphern sowie die Überreizung des symbolistischen Wohlklangs ins Groteske. Ihre Lyrik kann als Beginn des Expressionismus gelten.
Als Initialzündung der expressionistischen Lyrik wird in der Literaturgeschichte oftmals Jakob van Hoddis’ Gedicht Weltende von 1911 angeführt, dessen wenige Zeilen „schienen uns in andere Menschen zu verwandeln“, wie Johannes R. Becher formulierte. Die bedeutendste expressionistische Lyrikanthologie Menschheitsdämmerung wurde von ihrem Herausgeber Kurt Pinthus 1919 mit dem Gedicht eingeleitet. Van Hoddis, der mit Alfred Lichtenstein und Ludwig Rubiner dem surrealistischen Expressionismus zugeordnet wird, vereinigte in seinem nicht grundlos Furore machendem Gedicht das apokalyptische Thema mit dem Absurden und erfüllte somit zwei ästhetische Leitvorstellungen des Expressionismus.
Gottfried Benn, der gerade die Ausbildung zum Mediziner beendet hatte, erregte 1912 Aufsehen mit dem schmalen Band Morgue, darin er Themen in Prosaversen zur Sprache brachte, die bislang kaum dargestellt wurden (beispielsweise Leichenbeschauhaus, Geburt im Kreißsaal und Prostitution). In seinem Erstling erfüllte Benn erstmals die Ästhetik des Hässlichen in einer Drastik, die jeden ästhetizistischen Genuss widersprach. Die Objektivierung des Subjekts als Ausdruck radikaler Ich-Dekonstruktion, wird zumeist lapidar, gar zynisch von der lyrischen Stimme kommentiert. Der Band erregte teils Empörung, aber auch zustimmende Aufnahme in den expressionistischen Zeitschriften.

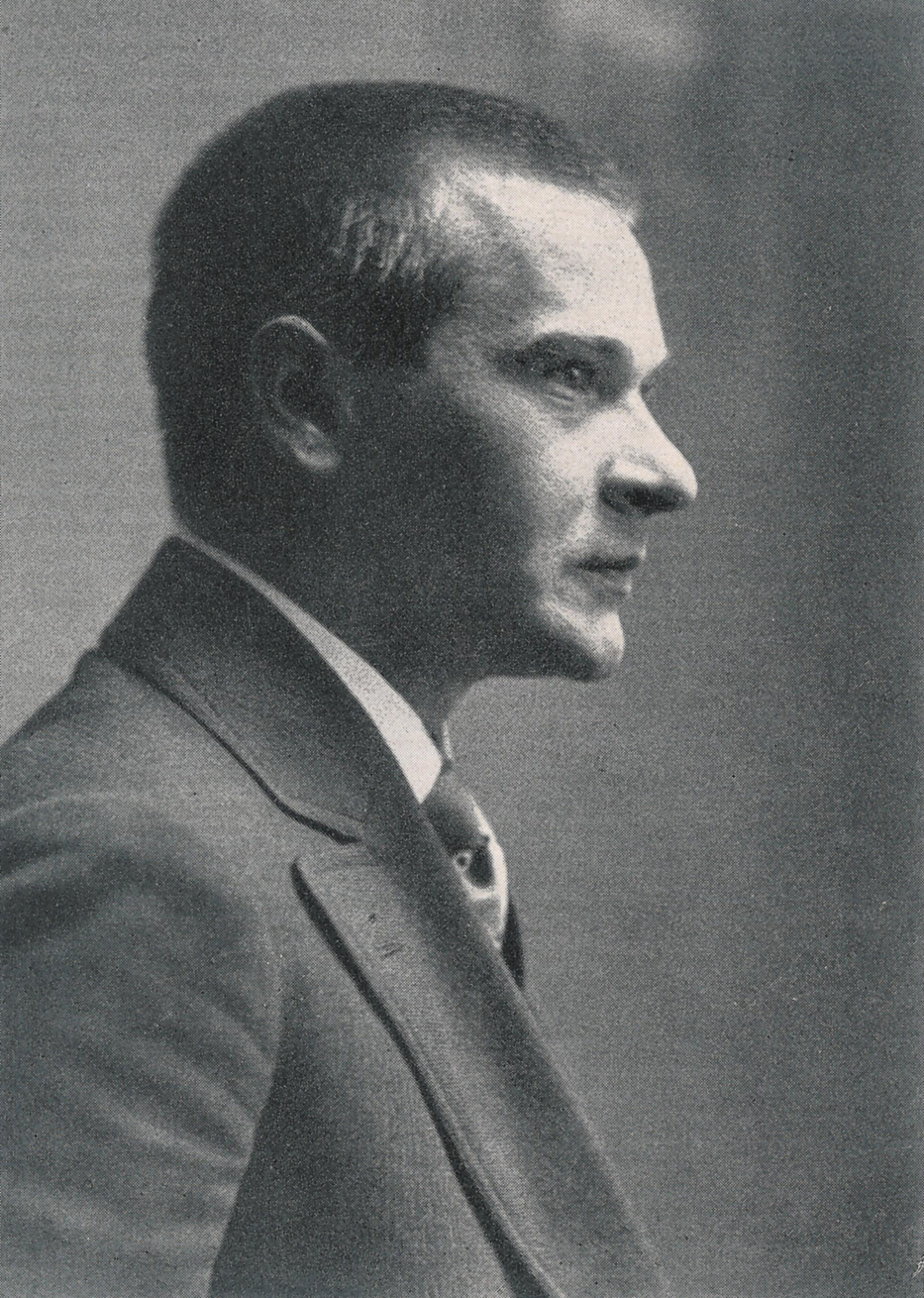
Georg Trakl

In Österreich dichtete Georg Trakl eine Lyrik zwischen Symbolismus und Expressionismus, die Traumbilder und Verfall zusammensetzt. Seine Gedichte erschienen zuerst in Zeitschriften, ehe 1913 sein erster Band Gedichte veröffentlicht wurde. 1915 erschien nach seinem Tod Sebastian im Traum.

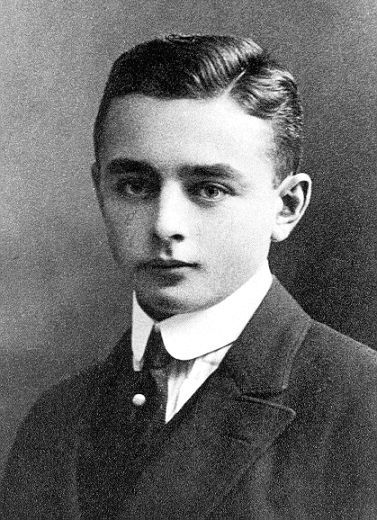
Georg Heym

Georg Heym hingegen, der ähnlich wie Trakl aus dem Symbolismus heraus seinen Stil entwickelte, knüpfte Wahn, Dämonie und Schrecken in seinen Gedichten zu einem nicht selten ekstatischen Gesang der Unruhe. Heyms Lyrik zeichnet sich formal durch die Einhaltung strenger Formkunst, nicht selten Sonette bei gleichzeitiger Destruktion der Form aus. Seine Gedichte erschienen in Anthologien, unter anderem in Kurt Hillers Der Kondor sowie in der Zeitschrift Der Sturm. 1912 wurden ausgewählte Gedichte posthum im Band Umbra vitae veröffentlicht. Seine Großstadtlyrik prägte nachhaltig das Bild vom Frühexpressionismus als Revolte gegen ihre Zeit.
Ernst Stadler war gleichfalls stark am Symbolismus orientiert und kann mit seinem 1905 veröffentlichten Band Präludium als Spätsymbolist gelten, ehe 1914 sein Band Der Aufbruch erschien. Franz Werfel verband in seiner Lyrik das Erlösungsthema mit dem humanistischen Anliegen der Verbrüderung. Seine rhythmische Lyrik ist formal am stärksten vom Symbolismus entfernt, sofern er Aneinanderreihungen gegenüber Metaphern bevorzugt und die Langzeile gegenüber dem Reim. Albert Ehrenstein brachte den Expressionismus am Eingängigsten zum Ausdruck. Aus dem Sturmkreis ging der abstrakte Expressionismus hervor, dessen Vertreter durch die unmittelbare Arbeit am Material Sprache, durch Änderungen der Syntax und besonders deren Verknappungen einen neuen Ausdruck suchten.
Aus dem surrealistischen Expressionismus, jedoch auch wie dieser durch den Rückgriff auf den Bänkelsang und dem Kabarett, entwickelte sich der Dadaismus, der das bildungsbürgerliche Publikum mit Nonsensliteratur brüskierte. Einflüsse kommen auch vom Surrealismus und Futurismus. Seine bedeutendsten Vertreter waren die Dichter Hugo Ball, Kurt Schwitters und Hans Arp.

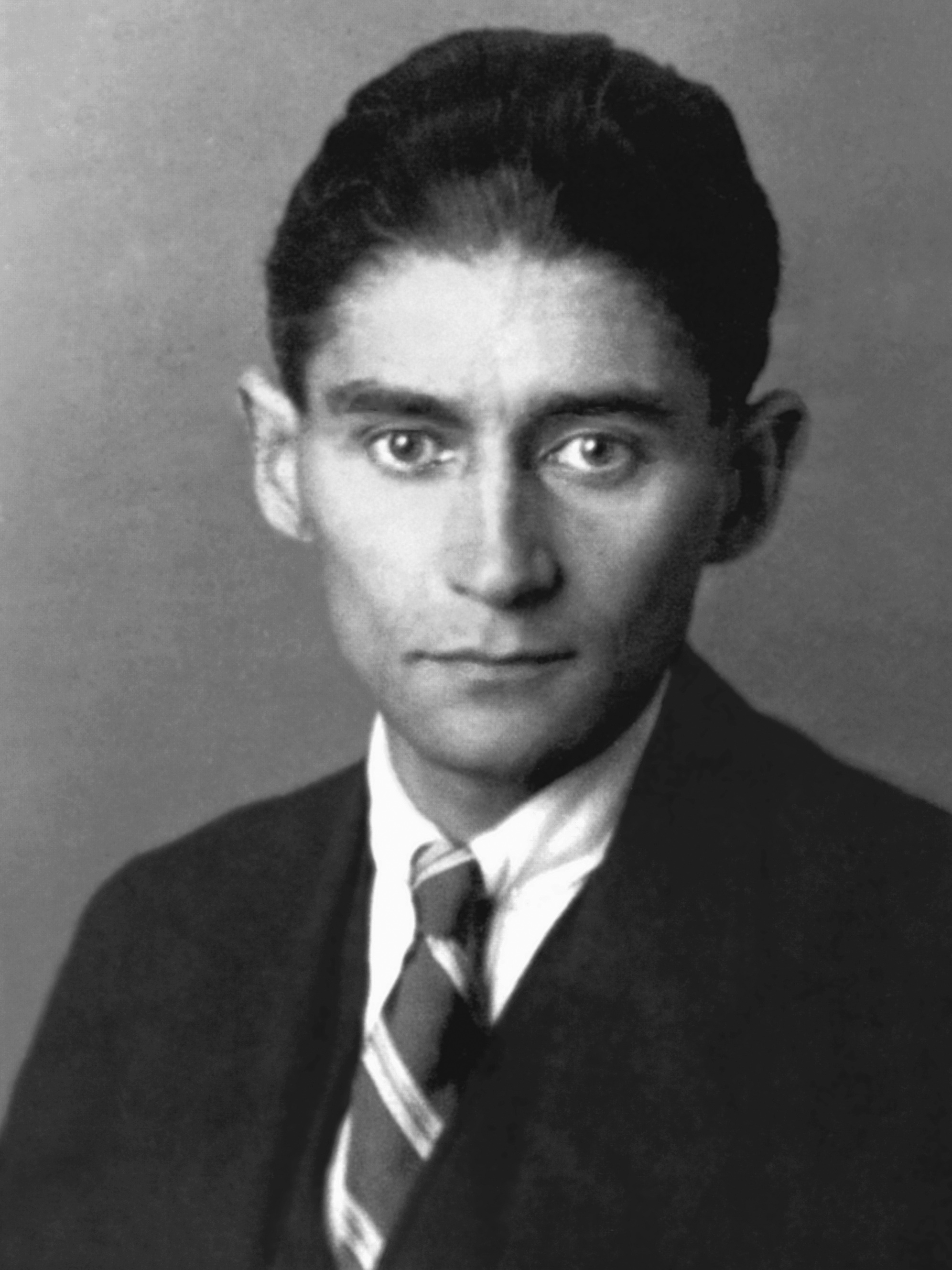
Franz Kafka

In der Prosa waren es Autoren wie Carl Einstein, der in seinem Werk Bebuquin von 1912 die Reflexion in ein Vexierspiel steigerte, sowie weitere in Berlin ansässige Dichter. Zu ihnen zählen Alfred Döblin mit seiner Ermordung einer Butterblume und Gottfried Benn mit Gehirne sowie Georg Heym mit Der Dieb und Gustav Sack mit Im Heu. In Österreich gehörte Robert Musil mit seinen Erzählungen Drei Frauen (1924) zu den bedeutenden expressionistischen Erzählern. In seinem Frühwerk, unter anderem in der Erzählung Die Verwandlung ist Franz Kafka gleichfalls zu den Expressionisten zu zählen. Später nahm er surrealistische Elemente in seinem Werk auf. Neben den zahlreichen Erzählungen gehören der avantgardistische Roman Die drei Sprünge des Wang-lun von Döblin und der Adoleszenzroman Die Räuberbande von Leonhard Frank zu den bedeutendsten Romanen der expressionistischen Epoche.
Der Erste Weltkrieg war eine Zäsur. Einerseits wurden zahlreiche Dichter, die sich als Soldaten gemeldet oder eingezogen wurden, getötet. Andererseits führte nicht selten die Auseinandersetzung mit dem Krieg zu einem Höhepunkt im Schaffen der Dichter, beispielsweise verfasste Trakl Grodek. August Stramms aus Wortfetzen zusammengesetztes Gedicht Patrouille erschien 1915. Stramms Einfluss auf die Prosa der Expressionisten ist kaum zu unterschätzen. Ernst Toller verfasste nach Kriegsende 1919 sein Drama Die Wandlung und zwei Jahre später sein Hauptwerk Masse Mensch. Bertolt Brechts 1923 aufgeführtes Stück Baal und Trommeln in der Nacht können dem Expressionismus zugeordnet werden. In der Prosa modernisierte Döblin durch seinen Wallenstein die Gattung des historischen Romans grundlegend. Gleichfalls deutlich vom Expressionismus geprägt ist der 1929 veröffentlichte Roman Perrudja von Hans Henny Jahnn. Der Tod zahlreicher Expressionisten und das Aufkommen der nationalsozialistischen Herrschaft führte jedoch zu einem Vergessen der Expressionisten, nicht zuletzt weil zahlreiche Vertreter wie Alfred Döblin, Hans Henny Jahnn und Robert Musil ins Exil gehen mussten oder wegen ihrer Zugehörigkeit zur Avantgarde – selbst bei Annäherung zum Regime wie im Falle Gottfried Benns – ausgesondert wurden. Dennoch war der Expressionismus nicht mit dem Ersten Weltkrieg untergegangen, sondern wurde in der Dichtung und Prosa teils fortgeführt, so weisen einige Gedichte Bertolt Brechts in seiner von 1916 bis 1926 entstandenen Hauspostille auf die Epoche hin.

### Neue Sachlichkeit und Literatur der Weimarer Republik

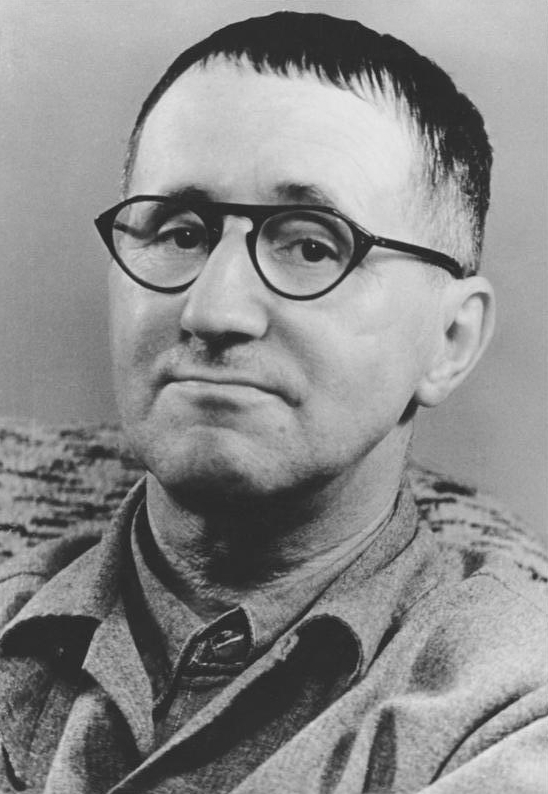
Bertolt Brecht (1954)

Nach dem Expressionismus setzte vermehrt eine nüchtern-realistische Haltung ein, die zusammenfassend als Neue Sachlichkeit bekannt wurde. Aktualität, Realismus und Unparteilichkeit waren die Hauptforderungen an die neusachliche Literatur. Die als Gebrauchslyrik genannte Dichtung der Neuen Sachlichkeit wurde überaus populär und wand sich durch das Wiederaufgreifen traditioneller Formen wie die des Sonnetts, den Gebrauch gängiger Metrik, so des fünhebigen Jambus, sowie durch die Aufnahme von Bänkelsang, Couplets und Chansons aus dem Kabarett von den expressionistischen Sprachexperimenten ab. Die Dichter waren nicht selten auch Journalisten wie Erich Kästner (1899–1974) und Kurt Tucholsky (1890–1935) oder mussten sich als Kabarettisten ihren Lebensunterhalt verdienen wie Joachim Ringelnatz (1883–1934), weshalb es ihnen stets auf Verständlichkeit und Popularität ihrer Gedichte ankommen musste. Das Sujet Großstadt wird von Tucholsky und Kästner mit Einsamkeit, fehlende Kommunikation und unhintergehbaren Abläufen in Verbindung gebracht, andererseits rückten die Dichter der neuen Sachlichkeit den Alltag in ihre Beobachtung. Paarbeziehungen wurden zugleich sentimental wie rational betrachtet, woraus sich bisweilen ein zynischer Ton ergab, während sie sich in ihrer politischen Lyrik bissig zeigten, wobei Kästner pessimistisch und Tucholsky kämpferisch war. Die Dichtung des Humoristen Ringelnatz ist kaum politisch und orientiert sich am Sprachspiel der Dadaisten. Kästner gelang mit seinen Gedichtbänden Herz auf Taille ́(1928) sowie Lärm im Spiegel (1929) einen für die Lyrik seltenen kommerziellen Erfolg. Auch Mascha Kaléko (1907–1975) konnte mit ihrem Gedichtband Das Lyrische Stenogrammheft einen großen Erfolg erreichen. Ihre Gedichte inszenieren ein Bild von Weiblichkeit in der Massengesellschaft und machten die soziologische Beobachtung lyrikfähig. Der Österreicher Theodor Kramer (1897–1958), der sich die Lieddichtung Brechts zum Vorbild nahm, verfasste ein umfangreiches Werk an Gebrauchslyrik, das sich durch eine humanistische Skepsis wie Nachsicht auszeichnet.
Die bedeutende Dichtung dieser Zeit findet sich jedoch außerhalb der Gebrauchslyrik der Neuen Sachlichkeit. 1922 gipfelte Rainer Maria Rilkes Sprachkunst in den Duineser Elegien. Gottfried Benn, einer der wenigen Dichter mit expressionistischer Vergangenheit, setzte seine Montagelyrik fort. Brechts Hauspostille erschien 1927 und revolutionierte die Balladendichtung. Seine Geschichtsdichtung wie die Songs und Choräle stellen neben Rilkes Vollendung der Elegie und Benns Dichtung, den bedeutendsten Beitrag eines deutschen Dichters in den 1920er Jahren zur Literatur der Moderne dar.

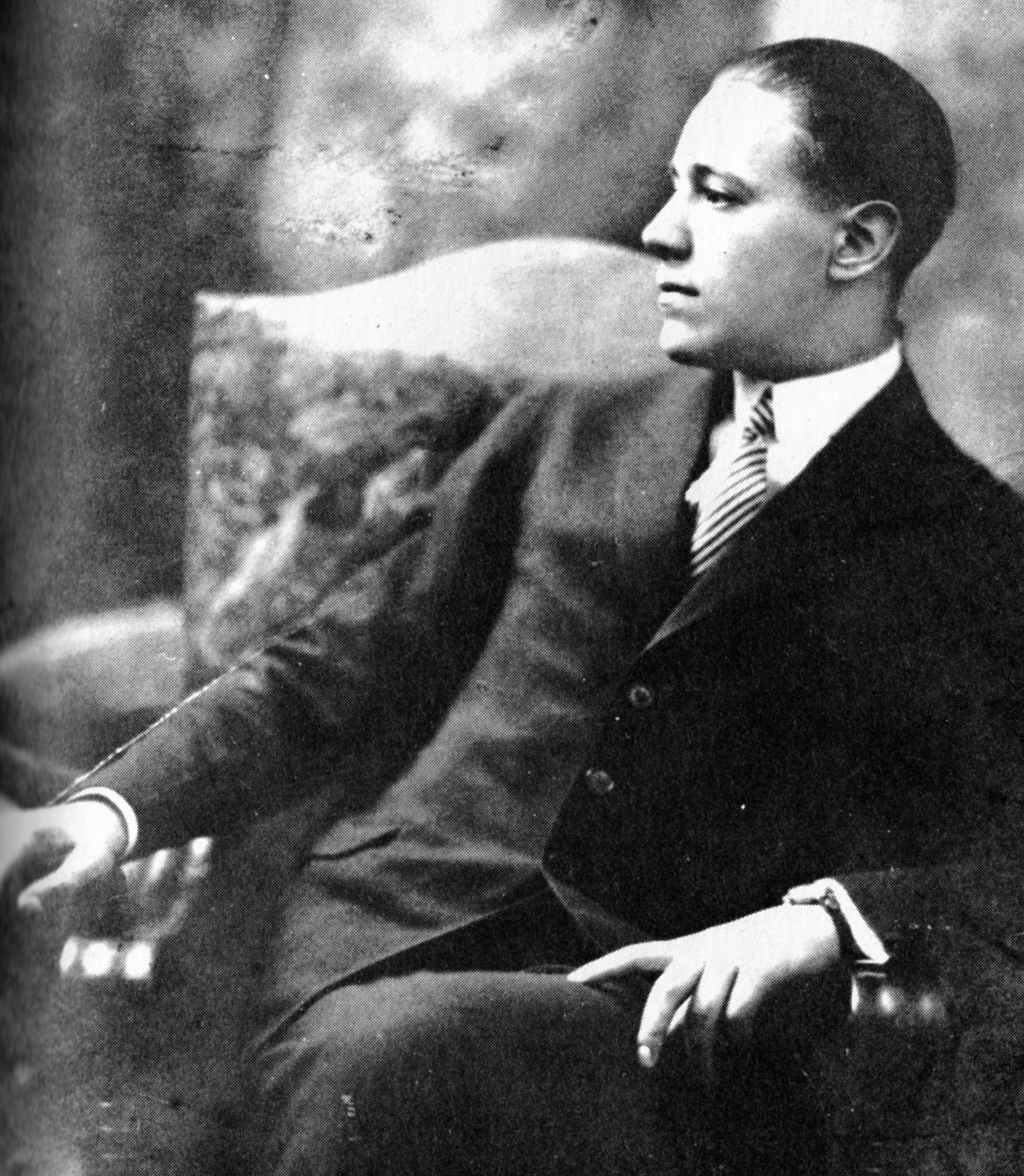
Ödön von Horváth (1919)

Im Bereich der Dramatik sind hier Ödön von Horváth, Bertolt Brecht und der Regisseur Erwin Piscator zu nennen. Brechts Episches Theater und Horváths Volksstück gelten als größter Beitrag der Literatur der Neuen Sachlichkeit zur Klassischen Moderne. Das Anti-Volksstück Geschichten aus dem Wiener Wald (UA 1931) wie Kasimir und Karoline (UA 1932) erheben Angehörige des Kleinbürgertums zu bühnentauglichen Figuren eines Theaterstücks. In ihrer überheblichen wie misslungenen Sprachführung offenbaren die Figuren den gesellschaftlichen Zerfall wie die eigenen Verstrickungen. Weitere Dramatiker waren Carl Zuckmayer und Marieluise Fleißer.

Die Epik der Neuen Sachlichkeit setzte sich intensiv mit der sozialen Umgebung auseinander, weshalb Milieustudien, Gesellschaftskritik und politische Analysen überwiegen. Hans Fallada wandte sich von seinem expressionistischen Jugendwerk bereits 1931 mit seinem Roman über die Landvolkbewegung Bauern, Bonzen und Bomben der jüngsten Gegenwart zu. Erich Kästner veröffentlichte im selben Jahr seinen Roman Fabian. Die Geschichte eines Moralisten, einen Zeitroman über das Berlin vor 1933. 1930 war der Roman Erfolg von Lion Feuchtwanger erschienen, dessen Autor 1925 mit Jud Süß den Antisemitismus der Weimarer Republik auf der Folie des historischen Romans als Folge des Neides und der Missgunst der Bevölkerung kenntlich machte. Joseph Roths frühe Romane wie Das Spinnennetz und Hotel Savoy gehören ebenfalls der Neuen Sachlichkeit an. In seinem Debüt wie in zahlreichen folgenden Werken rückte er die Nachkriegszeit in den Mittelpunkt seiner zumeist schmalen Romane. Wenngleich Anna Seghers frühe Erzählungen in ihrer klaren Darstellung der Neuen Sachlichkeit zugerechnet werden können, deutet ihre kühne Metaphorik auf die Spätphase des Expressionismus hin, den Magischen Realismus. Mit seinem Roman Der Streit um den Sergeanten Grischa zeigte Arnold Zweig, dessen Schaffen von der Dekadenzliteratur, über Expressionismus bis in den sozialistischen Realismus reichte, die Unentrinnbarkeit des Individuums aus dem Kriegsgeschehen. Ein großer Bucherfolg wurde Erich Maria Remarques 1929 erschienener Roman Im Westen nichts Neues. Daneben brachte die Neuen Sachlichkeit mindestens drei Genres hervor, den Angestelltenroman, den Hotelroman und Arbeitslosenroman. Ersteres wurde beispielhaft von Irmgard Keun mit Das kunstseidene Mädchen (1932) veröffentlicht. Zweiteres unter anderem von Vicki Baum mit Menschen im Hotel (1929) und Letzteres von Fallada mit Kleiner Mann – was nun? (1932). 

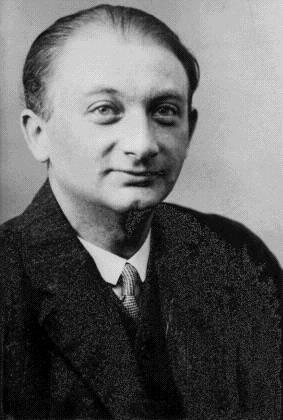
Joseph Roth (1926)

 Es zeigt sich eine Aktualisierung in der Themenwahl und damit letztlich eine Abkehr von Hybridität und Totalität wie sie den klassischen Roman der Moderne auszeichnet. Als bedeutendster Beitrag der Epik der Neuen Sachlichkeit kann noch vor den Zeitroman der Kinder- und Jugendroman betrachtet werden. Erich Kästners Emil und die Detektive, erschienen 1929, bevorzugte nicht nur das Sujet Großstadt gegenüber Abenteuerwelten, sondern billigte erstmals Kindern eine Autonomie zu, die in früheren Werken der Kinderliteratur nicht vorkam und wurde somit zum Vorläufer zahlreicher Kinder- und Jugendbücher. Er erwarb sich unter anderem mit dem ersten modernen Roman der Kinderbuchliteratur den Rang des bedeutendsten Kinderbuchautors im 20. Jahrhundert.
Gleichzeitig etablierte sich eine politische Literatur, besonders die des Anarchismus und Nationalismus, in der Weimarer Republik. Unter den Anarchisten tat sich Erich Mühsam mit Kampf, - und Spottliedern hervor. Nach Tucholsky und Brecht gehörte er zu den hervorragendsten Verfassern politischer Gedichte. Unter den Autoren des Soldatischen Nationalismus ist Ernst Jünger (1895–1998) der wichtigste Repräsentant, vor allem durch sein Kriegstagebuch In Stahlgewittern. Ein weiterer Vertreter war Ernst von Salomon. Ihre Bewertung reicht von ideologisch motivierter Zustimmung, kritischer Einordnung als Mischung aus Regression und einseitiger Instrumentalisierung der Literatur, bis zur Reklamation ihrer Verantwortlichkeit für den Zusammenbruch der Republik. Als literarisch beachtenswert gilt Jüngers Kriegstagebuch wegen der Einhaltung realistischer Schreibkunst flaubertscher Prägung bei fragmentaler Darstellung des Kriegsgeschehens. Salomons Die Kadetten, ein Nachzügler des Internatsromans, ist wegen seiner Stoffwahl aus dokumentarischem Interesse von Bedeutung. Eine zeittypische Erscheinung war die Arbeiterliteratur, deren namhafte Vertreter Heinrich Lersch und Max Barthel selten literarisch überzeugen konnten.
In der Zwischenkriegszeit entstanden zahlreiche erzählerische Hauptwerke der Klassischen Moderne, darunter 1924 Der Zauberberg von Thomas Mann, 1925 Der Prozess von Franz Kafka, 1929 Berlin Alexanderplatz von Alfred Döblin, 1930 Robert Musils erster Band des Mann ohne Eigenschaften und 1932 Radetzkymarsch von Joseph Roth. Gemein ist allen genannten Werken, dass sie nicht der Neuen Sachlichkeit zugewiesen werden können. Abgesehen von Berlin Alexanderplatz weisen sie durch den Zeitraum ihrer Handlung, so bei Mann und Roth bis in das Jahr 1914 nicht auf ihre Gegenwart hin. Der Prozess wurde dagegen als Vorausdeutung des Totalitarismus gelesen. Gemein ist der Mehrheit der genannten Romane, sei es durch den Verweis auf den Ersten Weltkrieg oder die Nachkriegszeit, dass die Gefährdung der Republiken vor dem Aufkommen der Diktaturen spürbar geworden ist. Die Folgen der Urkatastrophe waren noch nicht ausgestanden.

## Nationalsozialismus und Exilliteratur
Am 30. Januar 1933 wurde den Nationalsozialisten die Macht über das Deutsche Reich übergeben. Noch im selben Jahr fanden im Reich öffentliche Bücherverbrennungen statt. Unabhängige Literatur und Literaturkritik war nicht mehr möglich. Für die deutsche Republik Österreich traf dies erst mit dem Anschluss 1938 zu, auch hier wurden Bücher verbrannt. Vom Regime wurde Blut-und-Boden-Dichtung gefördert, daneben bestand auch mehr oder weniger ideologiefreie Unterhaltungsliteratur.

### Exilliteratur

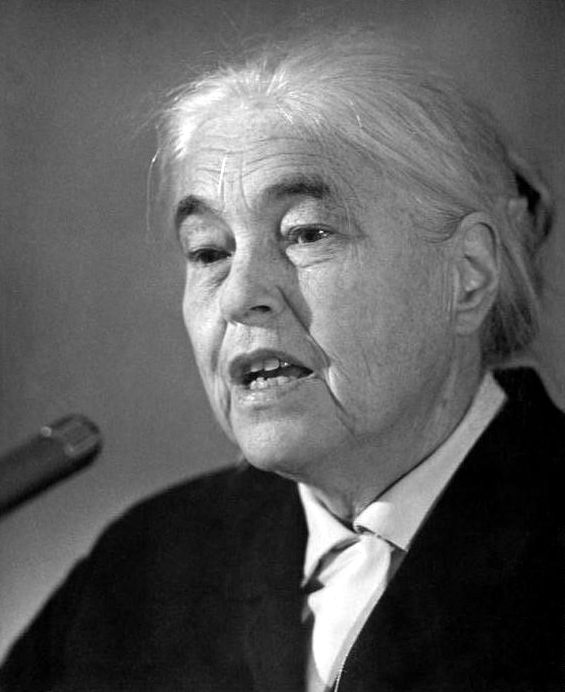
Anna Seghers, 1966

Die NS-Herrschaft bedeutete das Ende der Klassischen Moderne in Deutschland. Insgesamt 1500 namentlich bekannte Autoren gingen, oft über verschlungene Stationen, ins Exil. Bekannten Regimegegnern und Juden hatte in Deutschland die Verfolgung und Ermordung gedroht, wenn sie nicht ins Exil gingen. Im Rahmen der Judenverfolgung wurden die Dichter Gertrud Kolmar und Jakob van Hoddis ermordet, der Romancier Ernst Weiß und der Kulturphilosoph Egon Friedell versuchten der drohenden Verhaftung und späteren Ermordung durch Selbstmord vorzukommen. Ebenfalls Jochen Klepper, der die Verfolgung seiner jüdischen Frau fürchtete. Theodor Kramer überlebte 1938 einen Selbstmordversuch. Selbst wem die Flucht gelang, suizidierte sich wie Ernst Toller und Stefan Zweig im Exil. Der bedeutendste Dramatiker des neuen Volksstücks Ödön von Horváth (neben Brecht und Schöpfer) verunglückte in Paris tödlich. In vielen Staaten der Welt bildeten sich Zentren deutscher Exilliteratur, darunter auch in der deutschsprachigen Schweiz, die besonders für Theaterautoren wichtig war. Angesichts der Masse an Schriftstellern ging beinahe jeder von Rang ins Exil, sodass sich kaum von einer thematisch oder stilistisch einheitlichen Exilliteratur sprechen lässt. Autoren, die auch im Exil produktiv blieben, waren unter anderem Thomas und Heinrich Mann, Bertolt Brecht, Anna Seghers, Franz Werfel und Hermann Broch. Andere wie Alfred Döblin, Joseph Roth und Robert Musil fanden sich nicht zuletzt wegen ihrer finanziell äußerst angespannten Situation im Exil nur schwer oder gar nicht zurecht, wenngleich sie ihr Werk fortsetzten; Roth mit Erzählungen, besonders der bedeutenden Novelle Die Legende vom heiligen Trinker wie seinem Roman Die Kapuzinergruft (1938), Robert Musil weiter an seinem Mann ohne Eigenschaften und Döblin veröffentlichte von 1937 bis 1943 sein Erzählwerk November 1918. Eine deutsche Revolution. 1935 erschien Heinrich Manns Spätwerk Die Jugend des Königs Henri Quatre und 1943 schloss Thomas Mann Joseph und seine Brüder ab. Auch Stefan Zweigs Hauptwerk, die Schachnovelle, welche posthum veröffentlicht wurde, gehört zur deutschen Exilliteratur. Anna Seghers verfasste jedoch mit Das siebte Kreuz (1943) einen populären wie bedeutenden Roman der deutschen Literatur und gemeinsam mit Transit ein weiteres Hauptwerk der Exilliteratur. 1939 wurden Brechts nächstes dichterisches Hauptwerk, der Gedichtband Svendborger Gedichte, veröffentlicht. Darin setzte er die Gattung Erzählgedicht fort und erneuerte den Volkston für die deutsche Literatur. Nach dem Krieg blieben zahlreiche Autoren zum Teil im Ausland, einige kehrten zurück. Nachdem Elias Canetti infolge des österreichischen Anschlusses von Wien nach London ausgewandert war, bekam er später den Literaturnobelpreis als britischer Staatsbürger. Auffällig ist, dass viele nicht mehr an ihre Leistungen in der Zwischenkriegszeit und im Exil anschließen konnten.

### Innere Emigration

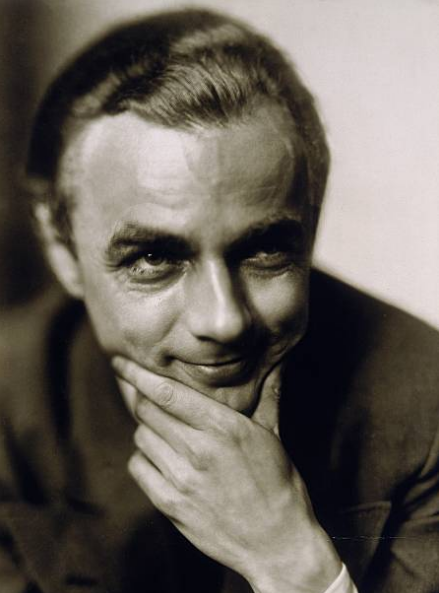
Erich Kästner (um 1930)

Wenige kritische Schriftsteller blieben im Land, obwohl sie in Opposition zum Nationalsozialismus standen. Sie werden zur so genannten Inneren Emigration gerechnet. Einige unter ihnen betätigten sich für die Unterhaltungsindustrie wie der Moralist Erich Kästner oder konnten im Land verbleiben und arbeiteten im Verborgenen wie der durch eine Ehe mit einer deutschen Nichtjüdin geschützte Romanist Victor Klemperer an seinem LTI – Notizbuch eines Philologen. Sich gleichfalls zur Inneren Immigration zählend, obgleich sie indifferent gegenüber dem neuen Regime standen, waren die Mehrheit der in Deutschland verbliebenen Autoren aufgrund der Vertreibung und Verfolgung kritischer Stimmen keiner grundsätzlichen Verfolgung mehr ausgesetzt. Wer sich wie der Nationalkonservative Ernst Wiechert gegen das Regime kritisch äußerte, wurde hingegen inhaftiert. Das Regime versuchte Gerhart Hauptmann, einen der repräsentativen Dichterfiguren im Reich, für sich zu gewinnen. Anhänger der Konservativen Revolution, so Ernst Jünger, den die Nationalsozialisten wegen seines soldatischen Nationalismus umwarben, pochte auf seine Indifferenz, während der nationalkonservative Georgekreis an der Frage zu ihrem Verhalten gegenüber dem Dritten Reich zerbrach. Weitere nationalkonservative Schriftsteller wie Frank Thiess empfahlen sich diskret den neuen Machthabern an oder riefen wie der ehemalige Expressionist Gottfried Benn gar Mai 1933 zur Mitarbeit am neuen Staat auf. Eine hohe Anpassungsfähigkeit wurde von Schriftstellern verlangt, sofern sie ihren Lebensunterhalt mit dem Verkauf ihrer Bücher bestreiten mussten. Auffallend ist die Hinwendung zur Phantastik oder Geschichte der im weitesten Sinne Inneren Emigration während des Dritten Reiches. Zumeist handelt es sich bei den Erzeugnissen um parabelhafte Erzählungen, die nicht selten in fernen Zeiten beziehungsweise Räumen spielen wie Auf den Marmorklippen von Ernst Jünger, Schwarze Weide von Horst Lange, Der Baron Bagge von Alexander Lernet-Holenia, Das einfache Leben von Ernst Wiechert oder Die drei Falken von Werner Bergengrün. Nicht zuletzt junge Autoren wie Heimito von Doderer versuchten durch eine Parteimitgliedschaft ihre Position zu verbessern und wollten die Zeichen der Zeit für ihre Karriere nutzen. Andere wie Günter Eich nahmen ihre Chance zur Durchsetzung auf dem Literaturmarkt wahr. Vertreter des Magischen Realismus wie Wilhelm Lehmann, Peter Huchel und Georg Britting belegen die Kontinuität deutscher Lyrik in Deutschland. Gemeinsam mit den phantastischen Erzählungen dokumentiert die Lyrik den Versuch, widersprüchliche Poetiken der Moderne in einem neuen Verhältnis zu setzen. Die komische Lyrik fand nach den Dichtern der Neuen Sachlichkeit in Eugen Roth einen weiteren Vertreter.

### Blut-und-Boden- sowie Völkische Literatur und Parteiliteratur
Österreichische Schriftsteller wie Mirko Jelusich und der Dichter Josef Weinheber waren als Unterstützer des Regimes zu Anerkennung und Preise gekommen. Zahlreiche Unterstützer des NS-Regimes wie Wilhelm Schäfer, Agnes Miegel, Emil Strauß und Rudolf G. Binding sowie die „zweitrangige[n] und parteifromme[n]“ Börries Freiherr von Münchhausen, Hans Grimm, Erwin Guido Kolbenheyer, Werner Beumelburg, Hans Friedrich Blunck und Hanns Johst erlangten als Mitglieder der Preußische Akademie der Künste (Sektion Literatur) in der nunmehr parteipolitisch ideologisierten Literaturlandschaft Anerkennung. Zahlreiche Parteischriftsteller, völkische Autoren wie Kolbenheyer und Blut- und Boden-Literaten wie der ehemalige Expressionist Hanns Johst kamen ungeachtet ihrer literarischen Mittelmäßigkeit aus ideologischen Gründen zu Positionen in Institutionen und wurden als neue Autoren einer neuen Zeit hofiert. Der Schweizer Heinrich Anacker und Gerhard Schumann waren die bekanntesten Parteidichter. Die affirmative Literatur des dritten Reiches ist ohne Wert, nicht zuletzt weil die Schaffenskraft seiner Autoren entweder bereits vor ihrer Hinwendung zum Nationalsozialismus versiegt war, so bei von Münchhausen, Kolbenheyer und Johst oder über Schülerdichtung nie hinauskam, wie bei Baumann und von Schirach. Die Parteidichtung war gegen jede Literarizität gerichtet und ein Werkzeug der Ideologie. Einzig im Falle Weinhebers führte die politische Indienstnahme seiner Dichtung zum Abfall eines Werkes.

### Bundesrepublik Deutschland

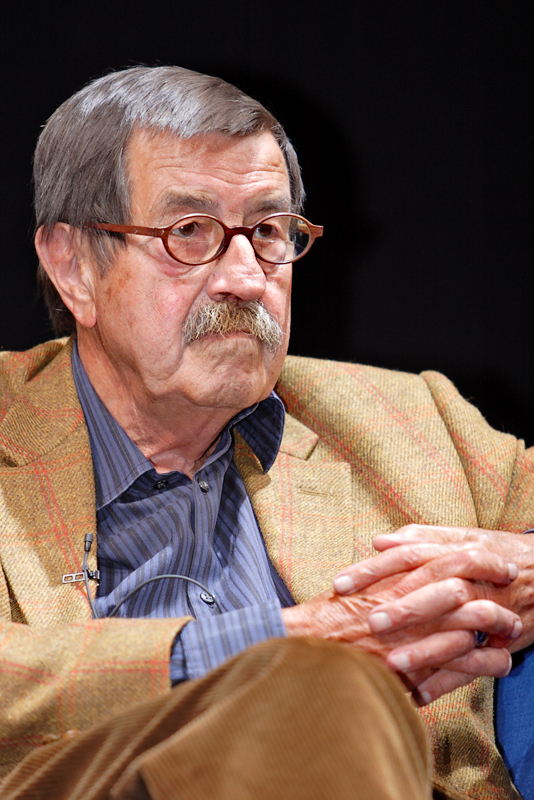
Günter Grass (2006)

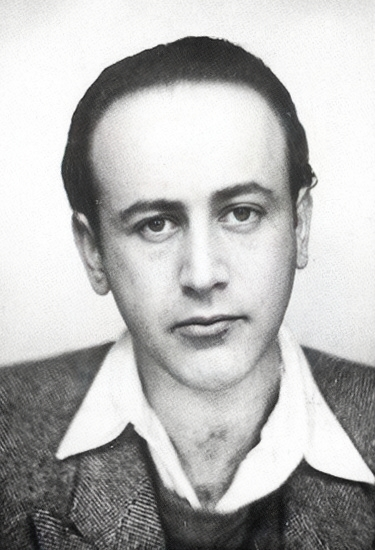
Paul Celan im Alter von 18 Jahren

### Österreich

1902 Theodor Mommsen (DE)
1908 Rudolf Eucken (DE)
1910 Paul Heyse (DE)
1912 Gerhart Hauptmann (DE)
1919 Carl Spitteler (CH)
1929 Thomas Mann (DE)
1946 Hermann Hesse (CH/DE)
1966 Nelly Sachs (DE/SE)
1972 Heinrich Böll (DE)
1981 Elias Canetti (UK/CH)
1999 Günter Grass (DE)
2004 Elfriede Jelinek (AT)
2009 Herta Müller (RO/DE)
2019 Peter Handke (AT)